# Vehículo aerodinámico

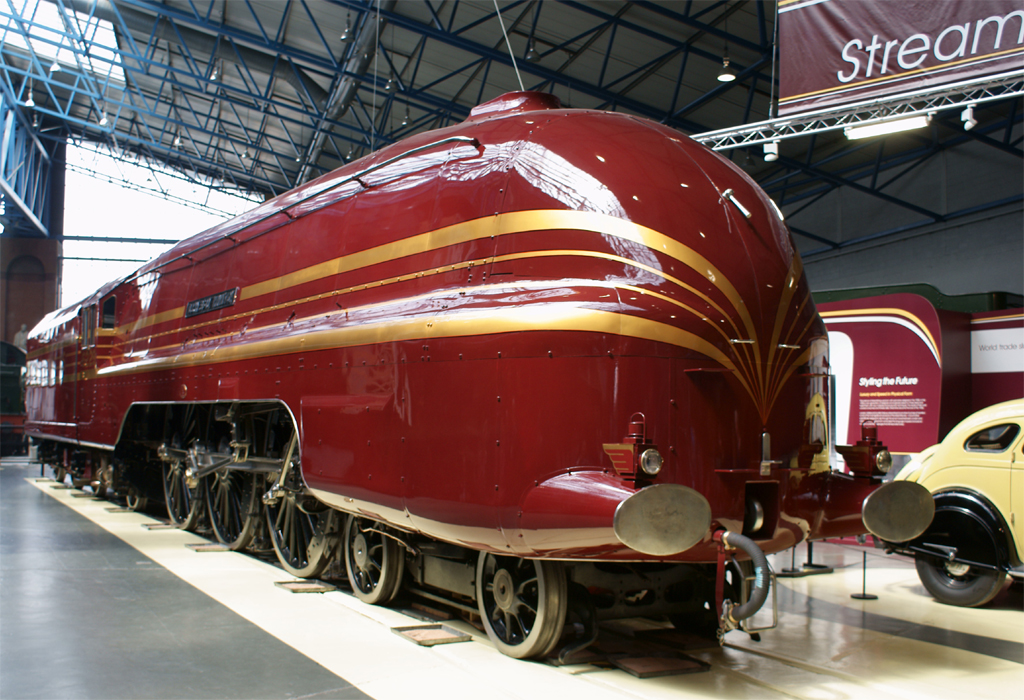
Locomotora de vapor británica preservada del antiguo Ferrocarril (LMS), la Clase Princess Coronation No. 6229 Duchess of Hamilton, 6 de junio de 2009. La locomotora se construyó con un diseño aerodinámico en 1938, y se exportó a los Estados Unidos (pintada como su hermana de clase No. 6220) para realizar un recorrido de y una visita a la Exposición General de segunda categoría de Nueva York de 1939, antes de regresar en 1942. El carenado se eliminó en 1947 para facilitar el mantenimiento. La locomotora se modernizó y restauró a su estado original en 2009, y se exhibe en el National Railway Museum de York

Un vehículo aerodinámico es un medio de transporte en cuyo diseño se ha adoptado una forma que permite minimizar su coeficiente de arrastre, con el fin de reducir la resistencia del aire cuando se desplaza.
El término equivalente en inglés, streamliner, comenzó a aplicarse a los primeros trenes veloces carenados de las décadas de 1930 a 1950, y más adelante a su sucesor, el "tren bala" japonés. También se utilizó para denominar a las primeras bicicletas completamente carenadas. Como parte de la tendencia de diseño denominada Streamline moderne ("línea aerodinámica moderna"), desde mediados de la década de 1930 el concepto se extendió a automóviles de pasajeros, camiones y otros tipos de vehículos ligeros, medianos o pesados. Sin embargo, posteriormente se ha convertido en algo tan frecuente en la mayoría de los vehículos, que ha dejado de ser una característica especialmente reseñable. Así mismo, la palabra streamliner se aplica a los automóviles largos y delgados, generalmente equipados con ruedas carenadas, diseñados para batir récords de velocidad en tierra.

## Trenes

### Antes de la Segunda Guerra Mundial

#### Europa

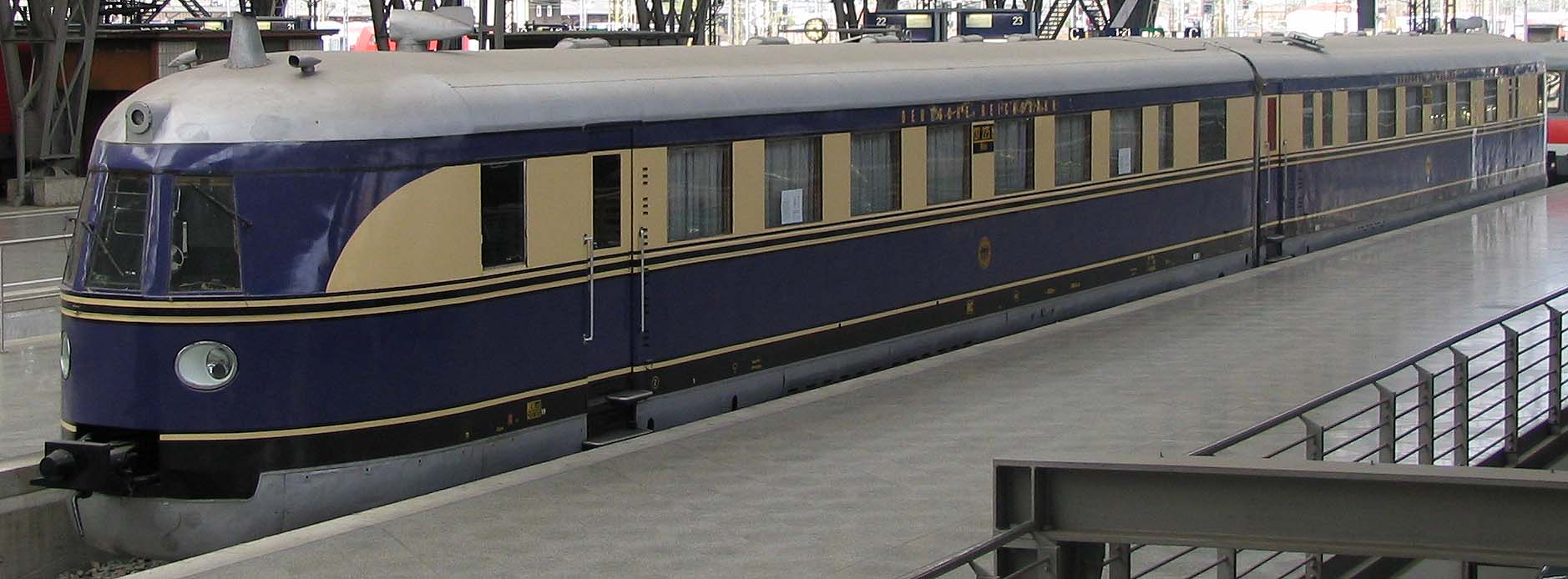
DRG Clase SVT 137 Flying Hamburger en la estación principal de Leipzig

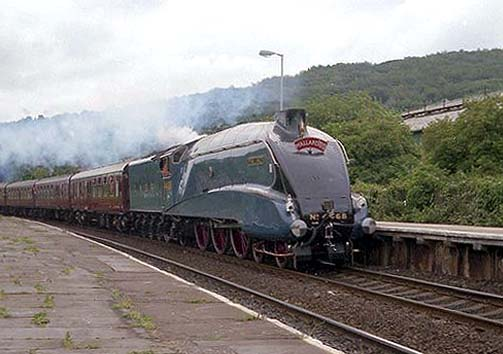
Mallard, una Pacific LNER clase A4, poseedora oficial del récord mundial de velocidad máxima para locomotoras de vapor

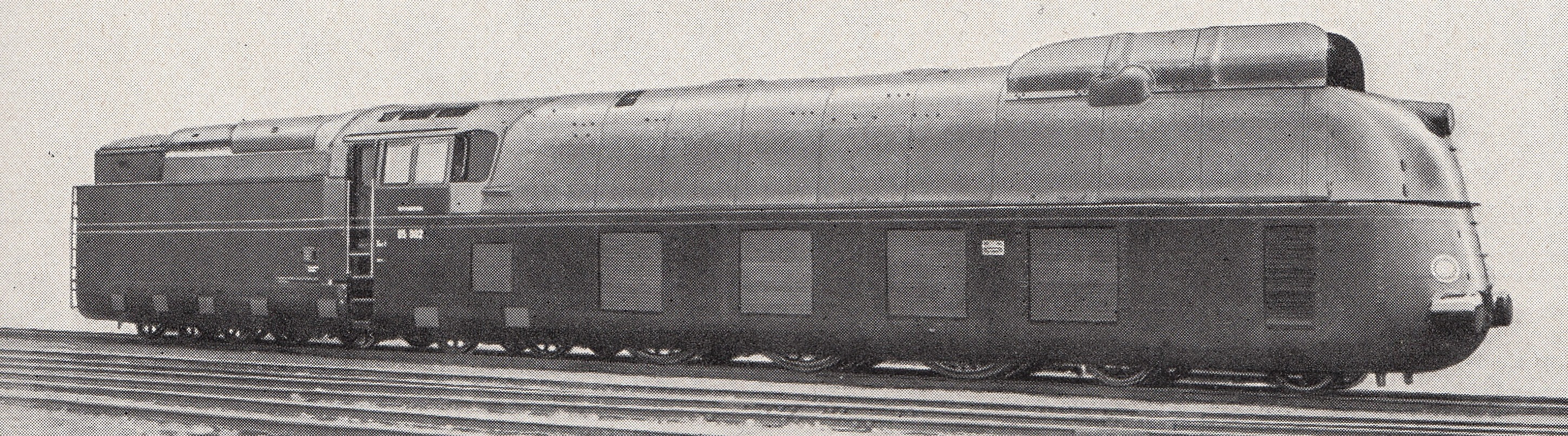
Locomotora DRG Clase 05, del tipo que ostentaba el récord mundial de velocidad máxima en 1936-1938

El primer tren aerodinámico de velocidad elevada en Alemania fue el "Schienenzeppelin", un coche experimental individual impulsado por una hélice, construido en 1930. El 21 de junio de 1931, estableció un récord de velocidad con una marca de 230,2 km/h (143 mph) en una recorrido entre Berlín y Hamburgo. En 1932 se retiró la hélice y se instaló un sistema hidráulico. El Schienenzeppelin alcanzó los 180 km/h (112 mph) en 1933.
El Schienenzeppelin llevó a la construcción del DRG Clase SVT 877 "Flying Hamburger" con transmisión diésel-eléctrica. Este tren de dos vagones tenía 98 asientos y una velocidad máxima de 160 km/h (99 mph). Durante el servicio regular con el Deutsche Reichsbahn, a partir del 15 de mayo de 1933, este tren recorrió los 286 kilómetros (177,7 mi) entre Hamburgo y Berlín en 138 minutos, con una velocidad media de 124,4 km/h (77,3 mph). El SVT 877 fue el prototipo del DRG Clase SVT 137, construido a partir de 1935 para su uso en el servicio de tren expreso FDt. Durante su período de pruebas, el SVT 137 "Bauart Leipzig" estableció un récord mundial de velocidad, con una marca de 205 km/h (127 mph) en 1936. El servicio regular más rápido con el SVT 137 se produjo entre Hannover y Hamm, con una velocidad media de 132,2 km/h (82,1 mph). Este servicio duró hasta el 22 de agosto de 1939.
En 1935 Henschel, un importante fabricante de locomotoras de vapor, introdujo las locomotoras aerodinámicas de gran velocidad 4-6-4 DRG Clase 05 para su uso en la ruta "Deutsche Reichsbahn" entre Frankfurt y Berlín. Se fabricaron tres unidades durante 1935–36. Construidas para alcanzar velocidades máximas superiores a 85 mph (137 km/h), pronto demostraron ser mucho más rápidas en las pruebas. La DRG 05-002 realizó siete trayectos durante 1935-36 durante los que alcanzó velocidades máximas de más de 177 km/h (110 mph) con trenes de hasta 254 t (254 000 kg) de peso. El 11 de mayo de 1936 puso el récord del mundo de velocidad para tracción vapor en 200,4 km/h (124,5 mph) en la línea Berlín-Hamburgo, transportando un tren de 197 t (197 000 kg). La potencia del motor era de más de 2535 kW (3399,5 HP)). Ese récord fue batido dos años después por la máquina británica LNER Clase A4 n.º 4468 "Mallard". El 30 de mayo de 1936, la 05-002 estableció un récord de velocidad continua entre arranque y parada para locomotoras de vapor: durante el recorrido de regreso de una prueba de 190 km/h en la ruta Berlín-Hamburgo, realizó el recorrido de ~ 113 kilómetros (70,2 mi) desde Wittenberg hasta una señal de parada antes de Berlín-Spandau en 48 min 32 s, es decir a un promedio entre inicio y parada de 139,4 km/h (86,6 mph).
En el Reino Unido, el desarrollo de servicios de pasajeros optimizados comenzó en 1934, con el Great Western Railway introduciendo automotores optimizados a velocidades todavía relativamente bajas, y con el Ferrocarril de Londres y del Noreste introduciendo el servicio "Silver Jubilee" utilizando locomotoras de vapor Clase A4 optimizadas y trenes de longitud completa en lugar de vagones. En 1938, en una prueba de funcionamiento, la locomotora Mallard construida para este servicio estableció el récord oficial de la velocidad máxima más alta alcanzada por una locomotora de vapor, alcanzando 126 mph (203 km/h). Ese récord se mantiene hasta el día de hoy. El Ferrocarril de Londres, Midland y Escocés introdujo las locomotoras aerodinámicas de la Clase Princess Coronation poco antes del estallido de la guerra.

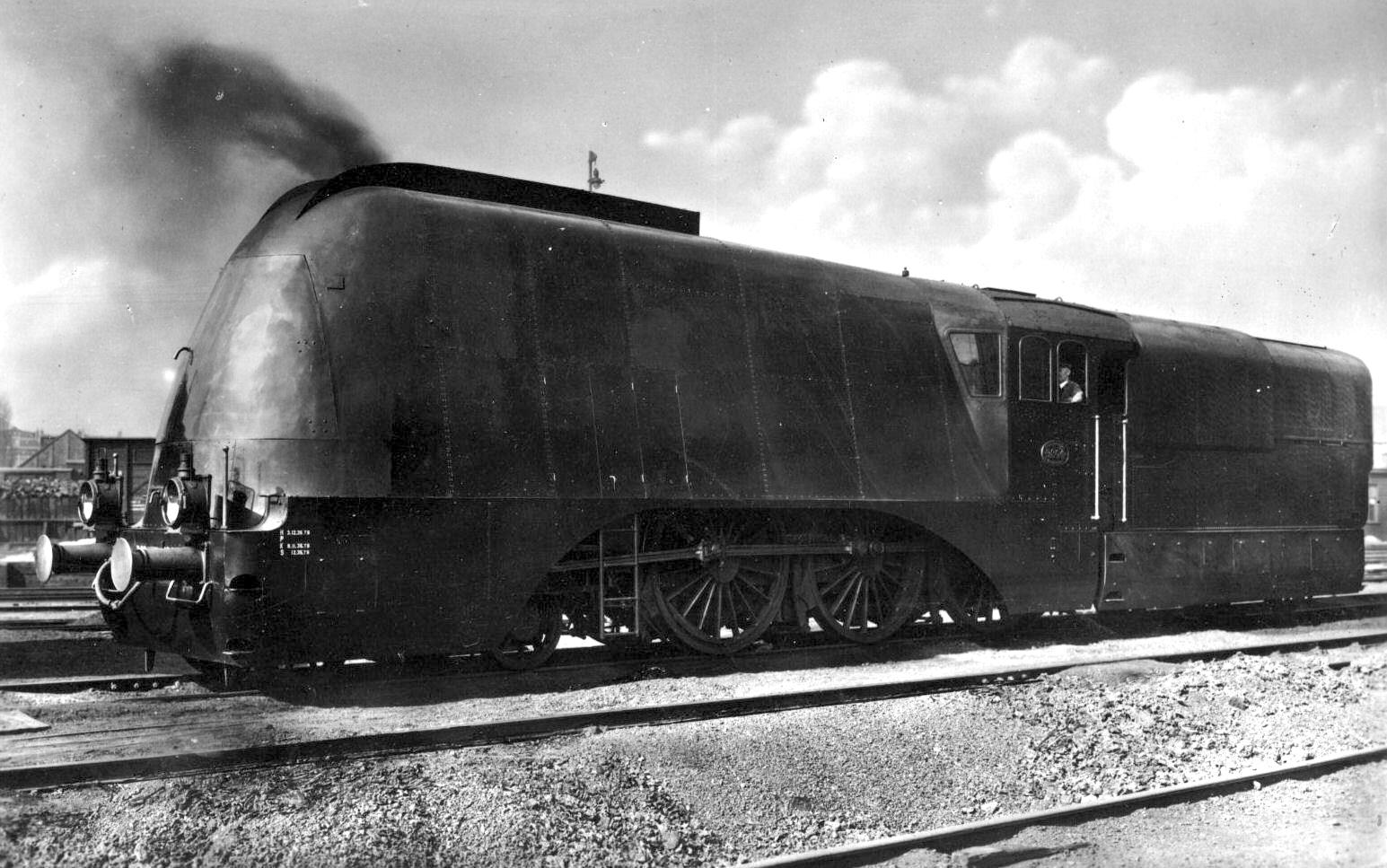
Los Ferrocarriles Neerlandeses produjeron la locomotora 3804, fotografiada hacia 1936

La Ferrovie dello Stato Italiane (ferrocarriles italianos) desarrolló el ElettroTreno ETR 200, un tren aerodinámico eléctrico de tres unidades. El desarrollo comenzó en 1934. Estos trenes entraron en servicio en 1937. El 6 de diciembre de 1937, un ETR 200 circuló a una velocidad máxima de 201 km/h (125 mph) entre Campoleone y Cisterna en el trayecto Roma-Nápoles. En 1939, la ETR 212 incluso alcanzó los 203 km/h (126 mph). Los viajes de 219 kilómetros (136,1 mi) de Bolonia a Milán se realizaban en 77 minutos, lo que significaba un promedio de 171 km/h (106 mph).
En los Países Bajos, Nederlandse Spoorwegen (NS) introdujo en 1934 el Materieel 34 (DE3), un tren diésel-eléctrico aerodinámico de tres unidades capaz de circular a 140 km/h (87 mph). Una versión eléctrica, denominada Materieel 36, entró en servicio en 1936. A partir de 1940, el "Dieselvijf" (DE5), un tren diésel-eléctrico de cinco unidades con una velocidad máxima de 160 km/h (99 mph) basado en el DE3 completó la flota aerodinámica holandesa. Durante las pruebas, un DE5 alcanzó 175 km/h (109 mph). Ese año se construyó por primera vez el Materieel 40, un tren de tracción eléctrica similar. En la década de 1930, NS también desarrolló una versión aerodinámica de la locomotora de vapor de la clase 3700/3800, apodada "potvis" (cachalote).

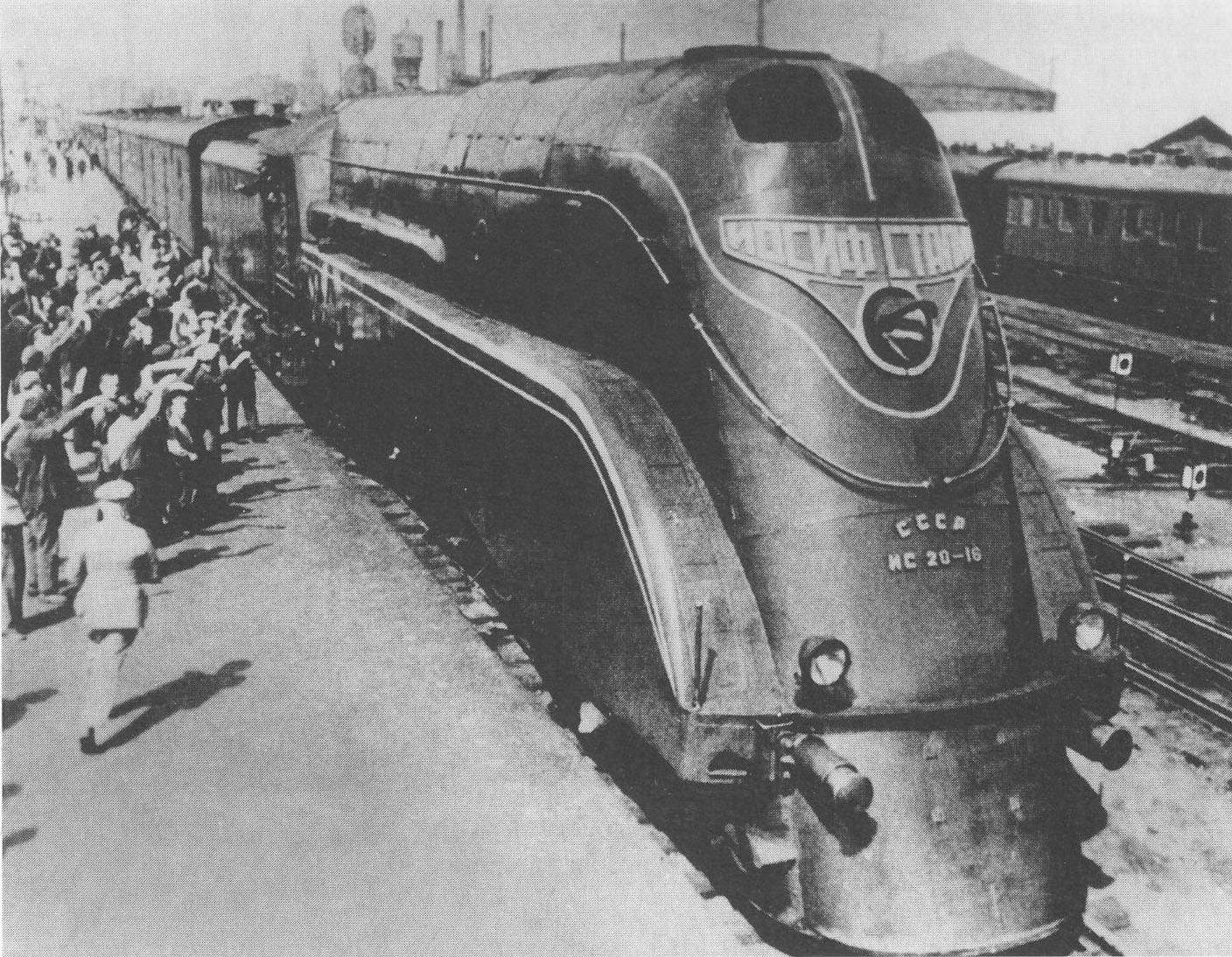
Tipo 2-3-2К, locomotora soviética anterior a la Segunda Guerra Mundial

Con motivo del vigésimo aniversario de la Revolución de Octubre, la fábrica soviética de locomotoras Kolomna produjo dos unidades de la locomotora aerodinámica SŽD series 2-3-2К (tipo 4-6-4 en notación Whyte) diseñada en un túnel de viento para el servicio Moscú-Leningrado. Durante las pruebas, se demostró que era capaz de alcanzar velocidades superiores a 150 kilómetros por hora (93 mph) y entró en servicio en 1938. La producción de la serie se canceló con el inicio de la Segunda Guerra Mundial.
En Checoslovaquia en 1934, los Ferrocarriles Estatales Checos encargaron dos automotores con una velocidad máxima de 130 km/h (81 mph). El pedido lo asumió la compañía Tatra, que por entonces estaba produciendo el Tatra 77, el primer automóvil aerodinámico producido en masa. El proyecto del automotor fue dirigido por el diseñador jefe de Tatra, Hans Ledwinka, que optó por un diseño aerodinámico. Las dos unidades ČSD Clase M 290.0 se entregaron en 1936 de acuerdo con la velocidad máxima especificada de 130 km/h (81 mph), aunque durante las pruebas, una de ellas alcanzó la marca de 148 km/h (92 mph). Operaron en la principal ruta checoslovaca, Praga-Bratislava, bajo la denominación Slovenská strela (en eslovaco, Flecha eslovaca).
Durante la década de 1930, unidades diésel Luxtorpeda optimizadas construidas posteriormente por fabricantes austríacos y polacos alcanzaron velocidades de hasta 140 km/h (87 mph) en Polonia. Durante ese período, la locomotora de vapor Pm36-1 optimizada remolcaba el Nord Express entre Polonia y París.

#### Estados Unidos

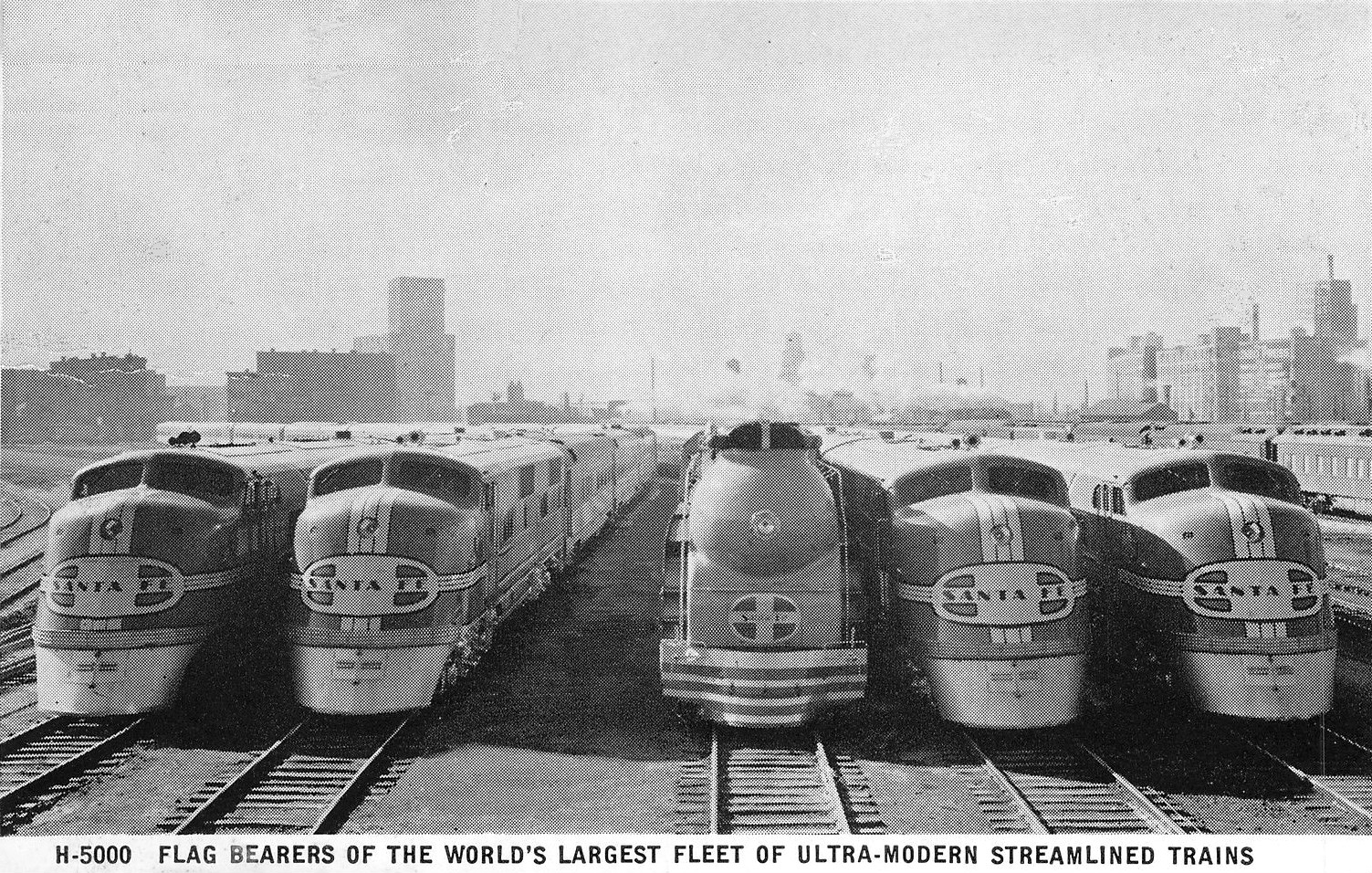
Locomotoras carenadas de la Ferrovía Atchison, Topeka y Santa Fe, hacia 1938

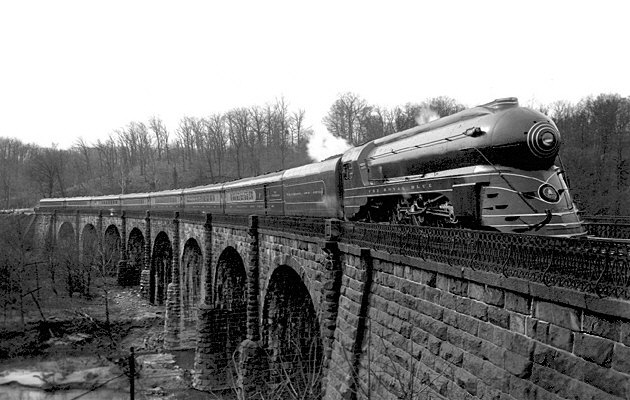
Locomotora de vapor Clase "President" 4-6-2 del B&O en la línea Nueva York–Washington, D.C., conocida como Royal Blue (1937)

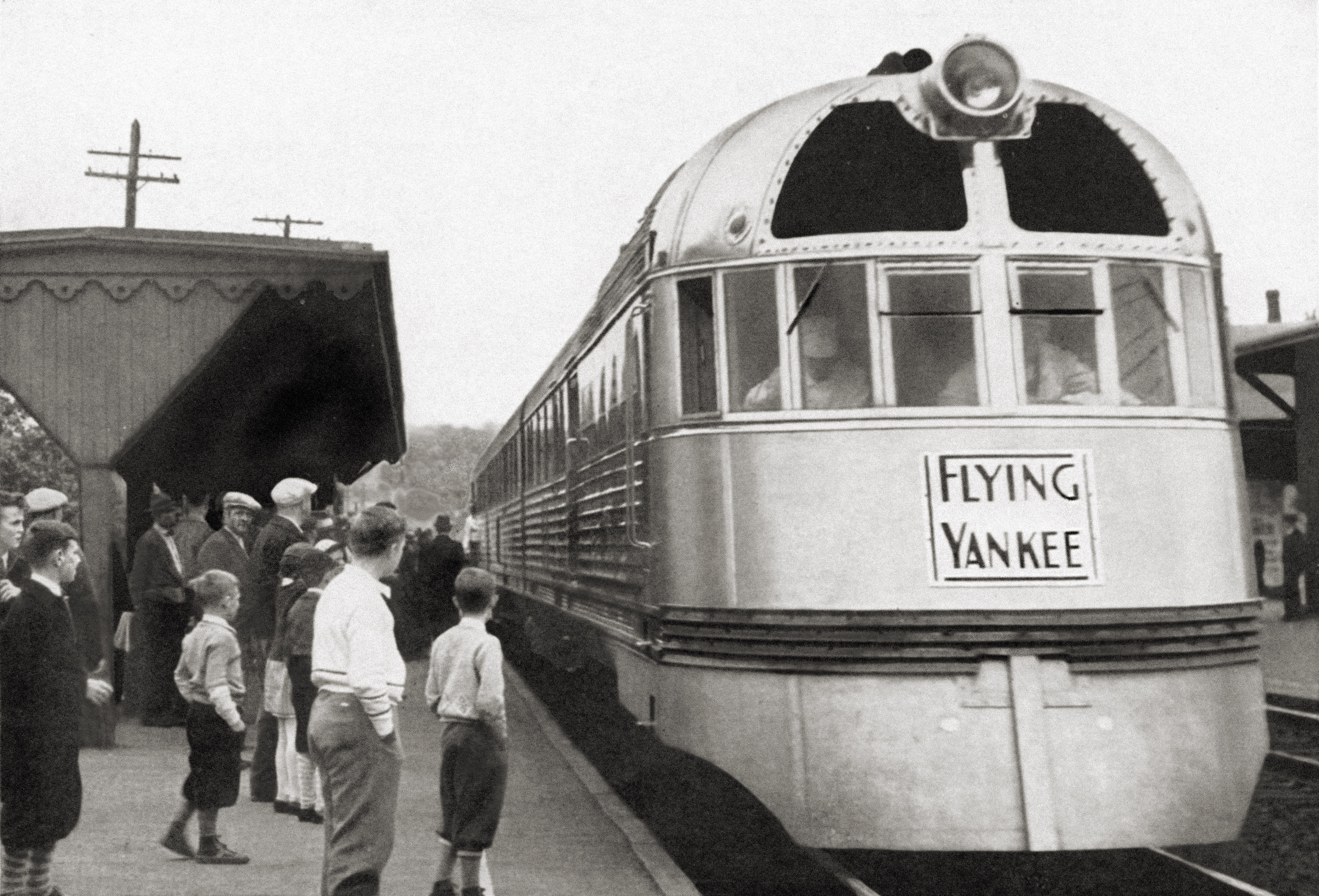
Locomotora Flying Yankee del Ferrocarril de Boston y Maine (idéntica a la del Pioneer Zephyr), en febrero de 1938

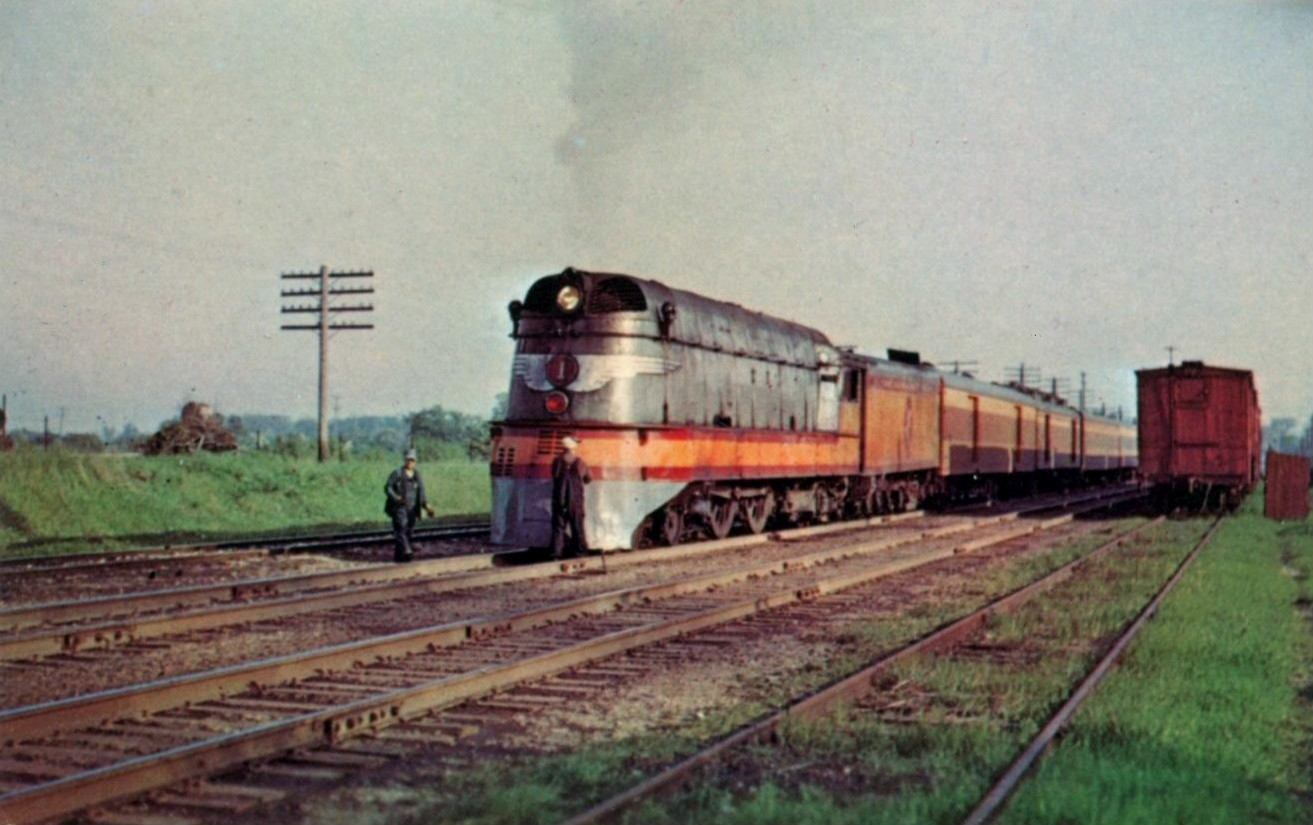
Milwaukee Road Clase A #1 estacionada cerca de Milwaukee en 1951

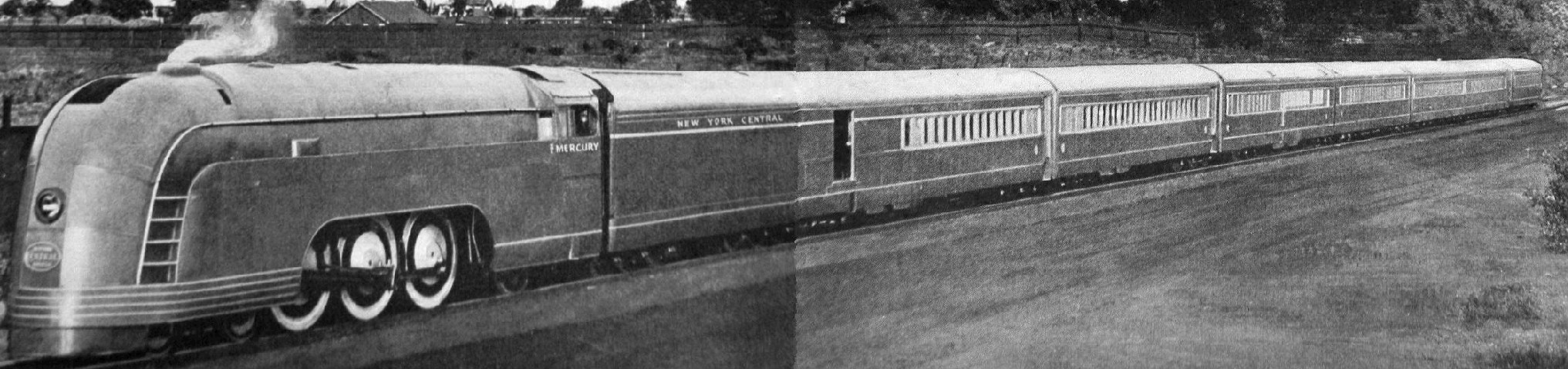
Tren aerodinámico Mercury del Ferrocarril Central de Nueva York en 1936

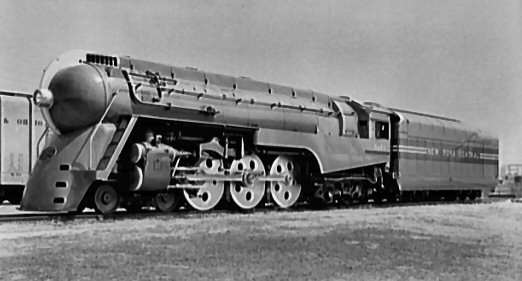
J-3a Hudson "Dreyfuss" mostrada en la Exposición General de segunda categoría de Nueva York de 1939

Los primeros equipos ferroviarios aerodinámicos conocidos en los Estados Unidos fueron los automotores construidos por McKeen para la Union Pacific y para el Southern Pacific entre 1905 y 1917. La mayoría de ellos disponían un frontal puntiagudo "cortaviento", una parte trasera redondeada y ventanas redondas del tipo ojo de buey, en un estilo que era tanto de inspiración náutica como de carácter aerodinámico. Los automotores de McKeen no tuvieron éxito porque la tecnología de propulsión por combustión interna para esa aplicación no era completamente fiable por entonces y sus ligeros bastidores tendían a romperse. Los automotores aerodinámicos aparecerían nuevamente a principios de la década de 1930, después de que la tecnología de propulsión diésel-eléctrica desarrollada por General Electric y promovida por Electro-Motive Diesel se convirtiera en la tecnología más común en la década de 1920.
Los constructores de tranvías buscaron construir unidades eléctricas con velocidad mejorada para líneas interurbanas durante la década de 1920. En 1931, el fabricante de automóviles J. G. Brill Company presentó el Bullet, un coche liviano diseñado en túnel de viento con un frontal puntiagudo que podía circular individualmente o en conjuntos de unidades múltiples, capaz de circular a velocidades de más de 90 millas por hora (145 km/h). La crisis económica que produjo la Gran Depresión redujo sus ventas, pero el diseño tuvo un gran éxito, y se mantuvo en servicio hasta la década de 1980.
La Compañía Pullman experimentó por primera vez con vagones autopropulsados ligeros en cooperación con la Ford Motor Company, al mismo tiempo que Ford desarrollaba su avión Trimotor en 1925. En 1931 contrataron los servicios del colaborador de diseño del trimotor, William Bushnell Stout, para aplicar los conceptos de diseño del fuselaje de los aviones a los vagones. El resultado fue el Railplane (no el Bennie Railplane), un vagón autopropulsado aerodinámico con una sección transversal ahusada, con un revestimiento de aluminio sobre una estructura tubular ligera de duraluminio. Durante las pruebas en el Ferrocarril Gulf, Mobile y Northern en 1932, supuestamente alcanzó las 90 millas por hora (145 km/h). La Union Pacific había estado buscando mejoras en los vagones autopropulsados basadas en ideas de diseño europeo y el rendimiento del "Railplane" los alentó a redoblar sus esfuerzos en asociación con Pullman-Standard.
En 1931, la Budd Company llegó a un acuerdo con la empresa francesa de neumáticos Michelin para producir los automotores Budd-Michelin sobre neumáticos en los EE. UU., como una mejora del pesado, escaso de potencia y propenso a vibraciones "doodlebug" que circulaba por las vías estadounidenses. Budd produciría equipos de vía ligeros, utilizando la construcción monocasco y aleaciones de acero inoxidable de alta resistencia, uniendo las chapas mediante soldadura de choque, un gran avance en la técnica de soldadura eléctrica. La empresa produjo conjuntos de vagones articulados con tracción eléctrica con un estilo aerodinámico, lo que permitió a la compañía Budd Company producir un tren aerodinámico que hizo historia.
La Gran Depresión provocó pérdidas catastróficas a la industria ferroviaria en su conjunto y para los fabricantes de automotores, cuyos mercados principales, los servicios secundarios, fueron de los primeros en ser eliminados. Los intereses de los fabricantes de material móvil y los operadores ferroviarios convergieron en el desarrollo de una nueva generación de trenes aerodinámicos ligeros, de alta velocidad y con propulsión diésel-eléctrica para las líneas principales. El Ferrocarril de Burlington y el Union Pacific buscaron aumentar la eficiencia de su servicio de pasajeros, adoptando la tecnología de los trenes ligeros impulsados con motores de combustión interna ofrecidos por Budd y Pullman-Standard. El proyecto de Union Pacific se denominó M-10000 (conocido como The Streamliner y más tarde City of Salina, en servicio desde 1935 a 1941) y el de Burlington se denominó Burlington Zephyr. Ambos se diseñaron como trenes articulados, y entraron en servicio como conjuntos de tres unidades (incluido el coche motorizado). El motor principal que impulsaba el Zephyr era un nuevo propulsor diésel de 600 hp, y para el M-10000 se usó un motor de encendido por bujías de 600 hp que funcionaba con "destilado de petróleo", un combustible similar al queroseno. Ambos motores fueron producidos por la Winton Engine Corporation, una subsidiaria de General Motors.
Ambos trenes se convirtieron en dos de las atracciones estrella de la Exposición Universal de 1934 ("Un Siglo de Progreso") en Chicago. El M-10000 se denominó oficialmente The Streamliner durante su período de demostración, siendo la primera vez que se hizo el uso del término en el mundo ferroviario. Su gira publicitaria de febrero a mayo de 1934 atrajo a más de un millón de visitantes y propició la atención de los medios de comunicación nacionales, como el mensajero de una nueva era en el transporte ferroviario. El 26 de mayo de 1934, el Zephyr realizó un recorrido récord desde Denver a Chicago para su gran entrada como parte de la exhibición de Chicago, cubriendo la distancia en 13 horas, alcanzando una velocidad máxima de 112,5 mph (181,1 km/h) y corriendo una velocidad promedio de 77,6 mph (124,9 km/h). El combustible del viaje costó 14,64 dólares (a 4 centavos por galón estadounidense). El evento fue cubierto en vivo por radio y atrajo a grandes multitudes, que vitoreaban al tren cuando veían pasar a la "racha plateada". A la sensación causada por el Zephyr se sumaba el aspecto llamativo de su carrocería estriada de acero inoxidable y su frontal aerodinámico, redondeado y estriado, que simbolizaba su modernidad y que se haría eco en el estilo de las locomotoras de vapor de los años siguientes.

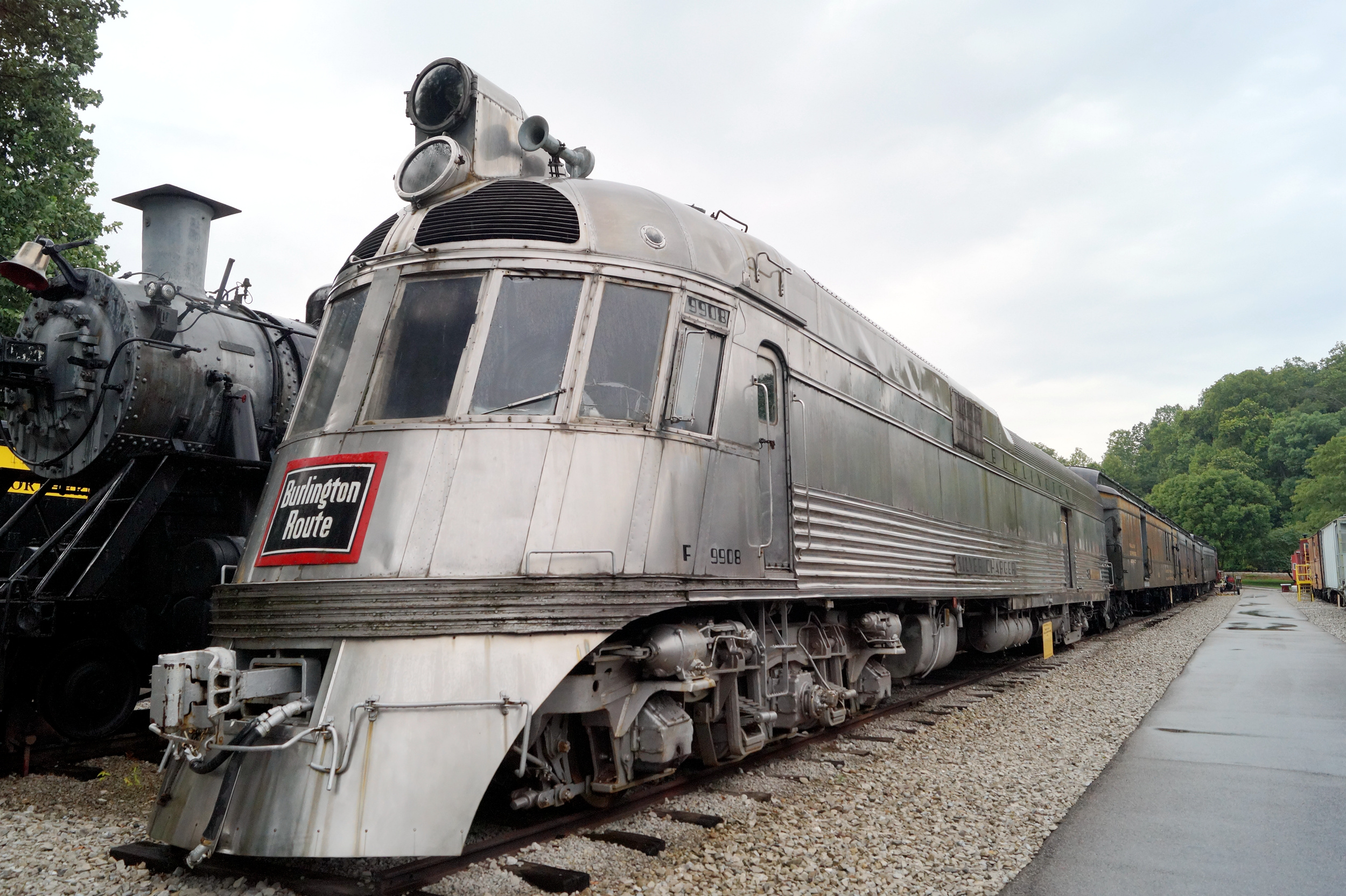
Locomotora General Pershing Zephyr (9908)

El Zephyr, después de su exhibición en la Feria Mundial y de una gira de demostración a nivel nacional, entró en servicio regular entre Kansas City Misuri y Lincoln Nebraska el 11 de noviembre de 1934. Se construyeron un total de nueve trenes Zephyr para Burlington entre 1934 y 1939, sirviendo varias rutas del medio oeste como trenes con denominación propia. El Burlington Zephyr fue rebautizado como Pioneer Zephyr en honor a su condición de primero de la flota. Dos Twin Cities Zephyr de la misma configuración de tres vagones entraron en servicio en el enlace entre Chicago y las Twin Cities en abril de 1935. Se construyeron y pusieron en servicio trenes más grandes en rutas más largas, utilizando los motores más potentes de Winton, propulsión con dos motores, y finalmente, unidades de potencia de refuerzo para cumplir con los requisitos de potencia adicionales. El Mark Twain Zephyr de cuatro coches entró en servicio en el recorrido San Luis Misuri - Burlington Iowa en octubre de 1935. Dos juegos de seis coches parcialmente articulados entraron en servicio con el Denver Zephyr entre Chicago y Denver en mayo de 1936. Fueron reemplazado por un par de composiciones de diez coches parcialmente articulados en noviembre de 1936, reemplazando a su vez a las composiciones originales Twin Cities Zephyr que luego fueron a otras rutas operadas por el Ferrocarril de Burlington. El último de los Zephyr clásicos construido, el General Pershing Zephyr, se destinó al trayecto Kansas City - Saint Louis, que entró en servicio en junio de 1939 con el motor más nuevo de GM de 1000 hp y acoplamiento convencional. Los trenes originales Zephyr permanecieron en servicio hasta bien entrada la época de la posguerra, y el último conjunto de seis coches se retiró como el Nebraska Zephyr en 1968.

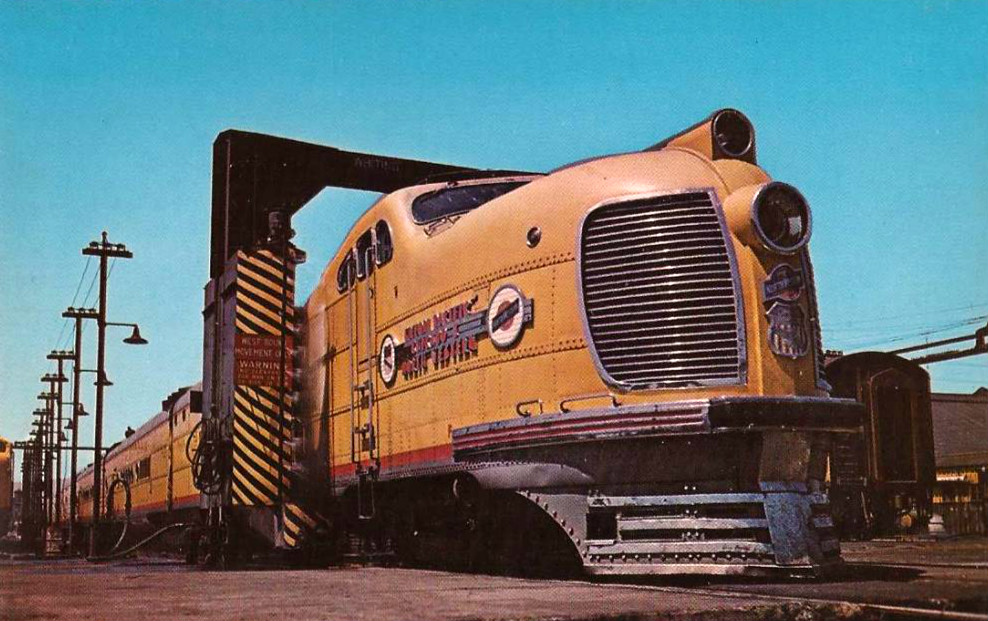
Tren City of Denver del Ferrocarril de Chicago y del Noroeste

El M-10000 entró en servicio entre Kansas City (Misuri) y Salina (Kansas), el 31 de enero de 1935, como The Streamliner, convirtiéndose más tarde en el City of Salina según la convención de nomenclatura de Union Pacific para su Ampliación de la flota de trenes aerodinámicos propulsados por diésel. El "M-10000" sirvió esa ruta como una composición de tres coches hasta que fue retirado en 1941 y luego desguazado en 1942; recuperándose su duraluminio para construir aviones militares.
La Union Pacific encargó cinco trenes M-10000 más evolucionados e inauguró el servicio de gran velocidad en Chicago con sus trenes City of Portland (junio de 1935), Los Angeles (mayo de 1936), 'Streamliners San Francisco (junio de 1936) y Denver (junio de 1936). La composición  M-10001 consistía en una sola unidad tractora con un motor diésel Winton de 1200 hp que tiraba de seis coches de perfil bajo con la misma forma que los del M-10000 original. El conjunto  M-10002 consistía en una locomotora de cabina/refuerzo (de 1200+900 hp) que tiraba de nueve vagones similares. Los conjuntos "San Francisco" y "Denver" eran propulsados por conjuntos de locomotoras de refuerzo/cabina de estilo automotriz con motores de 1200 hp. Los dos conjuntos del "Ciudad de Denver" comenzaron a prestar servicio con dos coches más cortos que los conjuntos "M-10002" y "M-10004", con coches de costados rectos más espaciosos y pesados. El servicio inicial a la costa oeste consistió en cinco recorridos mensuales para cada ruta. El servicio nocturno diario en el tramo Chicago-Denver se mantuvo asignando tres juegos de locomotoras para dos trenes, y luego aumentando el equipamiento con locomotoras procedentes de otros tramos.
A pesar de los innovadores horarios de los trenes de larga distancia M-1000x "City", el historial de servicio de la flota reflejaba las limitaciones de su tecnología para satisfacer las demandas de servicio de larga distancia y mayor capacidad. El  M-10001 sirvió durante 32 meses como Ciudad de Portland hasta que fue reemplazado, volvió a entrar en servicio en la ruta Portland - Seattle y luego se retiró del servicio por última vez en junio de 1939. El  M-10002 pasó 19 meses como Ciudad de Los Ángeles, 39 meses como Ciudad de Portland, diez meses fuera de servicio a partir de julio de 1941, luego se retiró definitivamente en marzo de 1943 después de servir en la ruta Portland - Seattle. Después de 18 meses de servicio como "Ciudad de San Francisco  M-10004" pasó seis meses siendo remodelado, luego sirvió como una segunda unidad en el tramo d"e Los Ángeles" desde julio de 1938 hasta que fue retirado del servicio en marzo de 1939. Las unidades de potencia M-10001 y M-10004 se convirtieron en propulsores adicionales para los trenes del Ciudad de Denver y sus juegos de vagones se convirtieron en equipo de repuesto. Los dos trenes del Ciudad de Denver, después de recibir las unidades tractoras del M-10001 y del M-10004; y permanecieron en servicio hasta 1953.
Las locomotoras eléctricas GG1 trajeron un estilo aerodinámico a la flota de locomotoras eléctricas del Ferrocarril de Pensilvania a finales de 1934.
El Flying Yankee del Ferrocarril de Boston y Maine, idéntico al Zephyr original, entró en servicio entre Boston y Portland Maine el 1 de abril de 1935.
Los trenes Rebel del Ferrocarril Gulf, Mobile y Northern eran similares en forma a los del Zephyr, pero no articulados. Diseñados por Otto Kuhler, los motores diésel-eléctricos Alco construidos por la American Car and Foundry Company se pusieron en servicio el 10 de julio de 1935.

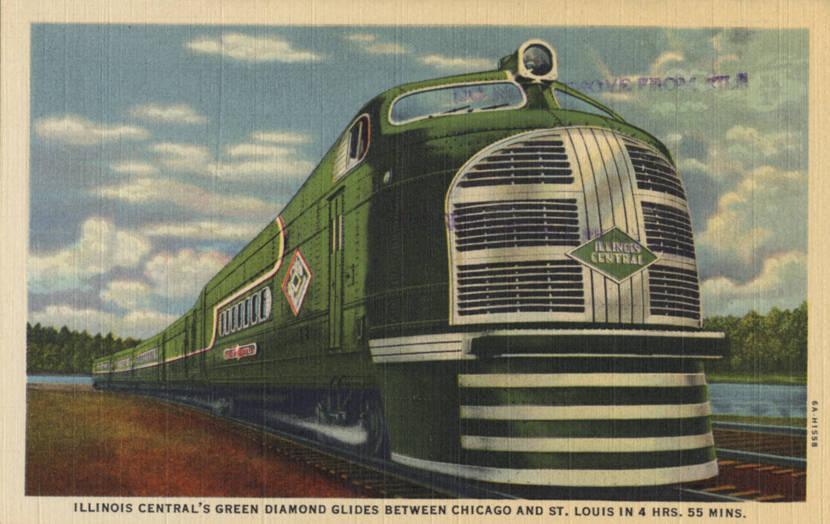
Tren Green Diamond

El tren Illinois Central 121 fue el primero de los trenes aerodinámicos Green Diamond que circulaba entre Chicago y San Luis. Era un tren articulado de cinco unidades (incluido el coche motorizado) para servicio diurno. El conjunto construido por Pullman tenía el mismo formato de potencia y un motor diésel Winton de 1200 hp que el M-10001, con algunos aspectos de estilo que se parecían a los conjuntos de trenes M1000x posteriores. Funcionó desde mayo de 1936 hasta que fue reemplazado en 1947. Después de una revisión, se colocó en la ruta Jackson Misisipi - Nueva Orleans hasta que fue retirado y desguazado en 1950.
El estilo visual de los nuevos trenes hizo que las flotas existentes de locomotoras y vagones de repente parecieran obsoletas. Las líneas ferroviarias pronto respondieron agregando cubiertas aerodinámicas y diversos grados de mejoras mecánicas a las locomotoras más antiguas, y rediseñando los coches pesados. La primera locomotora de vapor estadounidense en recibir ese tratamiento fue una de las locomotoras de la clase J-1 Hudson del Ferrocarril Central de Nueva York, construida en 1930, que se reintrodujo con un carenado aerodinámico y se denominó "Commodore Vanderbilt" en diciembre de 1934. La "Vanderbilt" fue un diseño único de Carl Kantola. La siguiente propuesta del NYC en estilo aerodinámico sería el diseño exterior e interior de sus trenes Mercury, ideado por Henry Dreyfuss en 1936. Raymond Loewy diseñó el revestimiento de estilo art déco, con un frontal en forma de bala para las locomotoras K4s del Ferrocarril de Pensilvania en 1936. En 1937, Otto Kuehler introdujo variantes de este diseño frontal para una locomotora 4-6-2 del tren Royal Blue del B&O, y Dreyfuss hizo lo propio en las nuevas locomotoras J-3a Hudson del Twentieth Century Limited y de otros trenes expresos del Central de Nueva York.

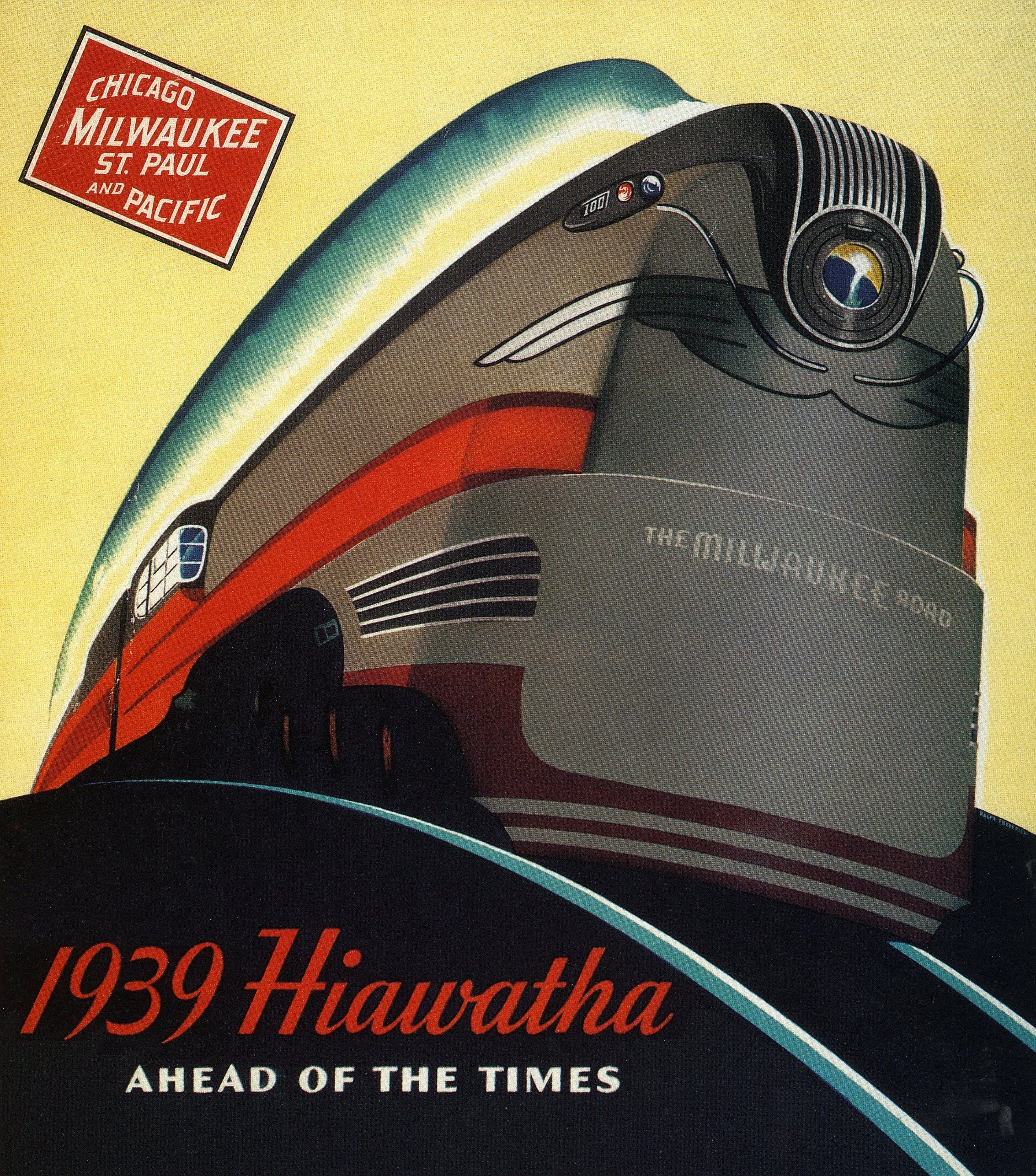
Anuncio del tren Hiawatha del Ferrocarril Milwaukee Road

Si bien el añadido de carenados aerodinámicos a las locomotoras de vapor tenía más que ver con motivos comerciales que con el rendimiento, las locomotoras de nuevo diseño con tecnología de vapor de última generación llegaron a ser muy rápidas. Las Milwaukee Road Clase A Atlantic, construidas especialmente para competir con el "Zephyr de las Ciudades Gemelas" en 1935, se convirtieron en los primeros "buques insignia de vapor" construidos para justificar su elegante pretensión de velocidad adicional. Durante un recorrido de la locomotora #2 con un coche dinamométrico el 15 de mayo de 1935, se registró una velocidad máxima de 112,5 millas por hora (181,1 km/h). Esta fue la mayor velocidad verificada alcanzada por una locomotora de vapor en ese momento, lo que convirtió a la #2 en el poseedor del récord de velocidad ferroviaria para vapor, y en la primera locomotora de vapor en superar las 110 millas por hora (177 km/h). Ese récord duró hasta que una locomotora alemana DRG Clase 05 lo superó al año siguiente. En 1937, Milwaukee introdujo las máquinas Clase F7 Hudson en la ruta Twin Cities Hiawatha, que se sabía que circulaban por encima de 110 mph (177 km/h) y se decía que superaban las 120 mph (193 km/h) en ocasiones. Las locomotoras de gran velocidad del Ferrocarril Chicago, Milwaukee, St. Paul y Pacific fueron diseñadas por Otto Kuehler con un estilo conocido como "punta de pala", y para la Clase A se incorporaron algunos detalles evocadores de los trenes "Zephyr".

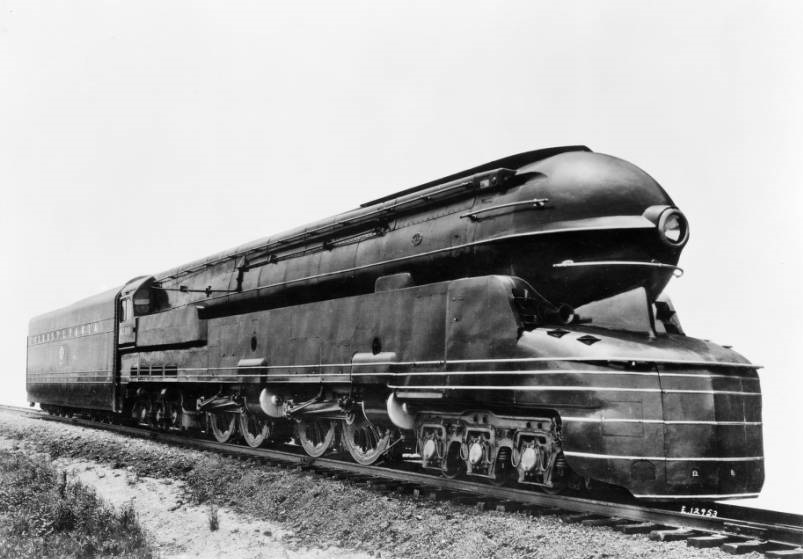
Locomotora tipo S1 del Ferrocarril de Pensilvania

Las locomotoras de vapor Streamliner se siguieron produciendo hasta principios de la posguerra; entre las más distintivas se encontraban las máquinas del Ferrocarril de Pensilvania, las 6-4-4-6 duplex tipo S1 y las 4-4-4-4 tipo T1, diseñadas por Raymond Loewy. En términos de longevidad del servicio, las más exitosas fueron las locomotoras GS-3 del Southern Pacific introducidas en 1938, y las  Clase J1 del Ferrocarril Norfolk y Western introducidas en 1941. En contraste con los diseños que envolvían completamente la caldera con un carenado, se optó por que las máquinas  de las series GS-3/GS-4 dispusieran de una carcasa a ras de la chimenea y un faldón de extracción de humo en la caldera, lo que dejaba la caja de humo pintada de color plata completamente a la vista.

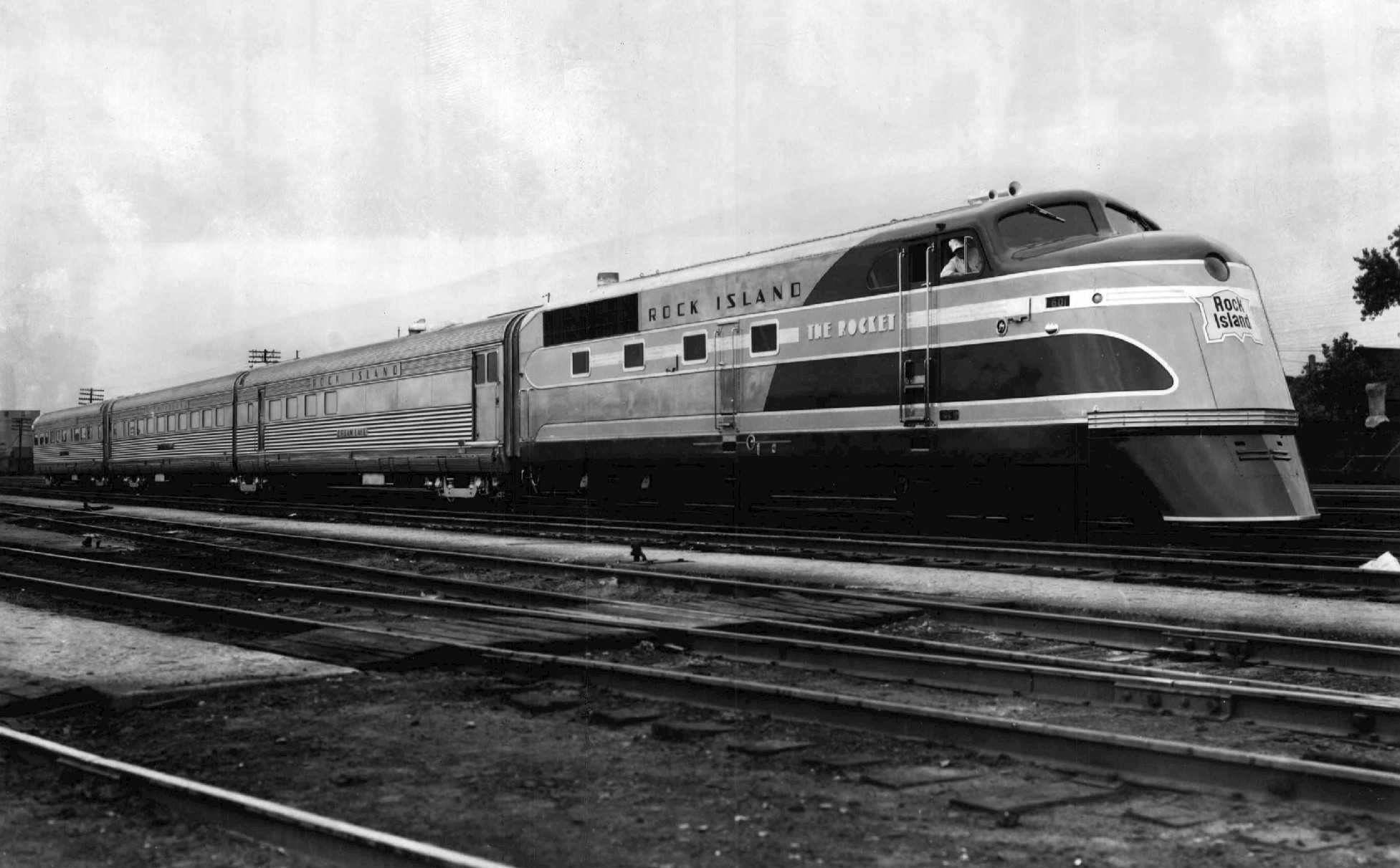
Texas Rocket (hacia 1937)

GM Electro-Motive Corporation (EMC) inició en 1937 la producción de locomotoras diésel aerodinámicas para trenes de pasajeros, que incorporaban carrocerías ligeras, el frontal redondeado e inclinado introducido con el Zephyr, y la cabina elevada situada detrás de la nariz de las locomotoras M-1000x. La locomotora TA fue una versión de 1200 hp producida para los Rock Island Rockets, una serie de seis trenes ligeros semi-articulados de tres y cuatro vagones. Las locomotoras EMC serie E incorporaron dos características de las locomotoras EMC 1800 hp B-B anteriores, como el formato de dos motores y los sistemas de control de unidades múltiples que facilitaban la combinación de locomotoras de cabina/refuerzo. Las unidades E permitieron disponer de suficiente potencia para trenes de tamaño completo, como el  Capitol Limited, del B&O; el Super Chief de la Ferrovía Atchison, Topeka y Santa Fe; y los mejorados Ciudad de Los Ángeles y Ciudad de San Francisco del Union Pacific, que desafiaron a la gran potencia de las máquinas de vapor en todos los aspectos del servicio a los pasajeros. EMC introdujo la producción estandarizada en la industria de las locomotoras, con su economía de escala y con procesos simplificados para ordenar, producir y dar servicio a las locomotoras, y ofreció una gran variedad de servicios de apoyo para reducir las barreras tecnológicas y de costos iniciales que podrían disuadir de la conversión al motor diésel.
Con la potencia y fiabilidad de las nuevas unidades diésel mejoradas con el modelo GM 567 con motor E3 de 2000 hp en 1938, las ventajas del diésel se volvieron lo suficientemente convincentes como para que un número creciente de líneas ferroviarias lo eligieran en lugar del vapor para sus nuevos trenes de pasajeros. Las ventajas de potencia y velocidad máxima de las locomotoras de vapor de última generación fueron más que compensadas por las ventajas del diésel en cuanto a flexibilidad de servicio, tiempo de inactividad, costos de mantenimiento y eficiencia económica para la mayoría de los operadores. Alco (ALCO), el constructor de las máquinas Hiawatha de gran velocidad, vio al diésel como el futuro del servicio de pasajeros e introdujo locomotoras aerodinámicas influidas por el diseño de las unidades E in 1939. El reemplazo del vapor por el motor diésel fue interrumpido por la entrada de Estados Unidos en la Segunda Guerra Mundial, con la prioridad militar en la tecnología diésel que detuvo toda la producción de este tipo de locomotoras para el servicio de pasajeros entre septiembre de 1942 y enero de 1945.

#### Japón

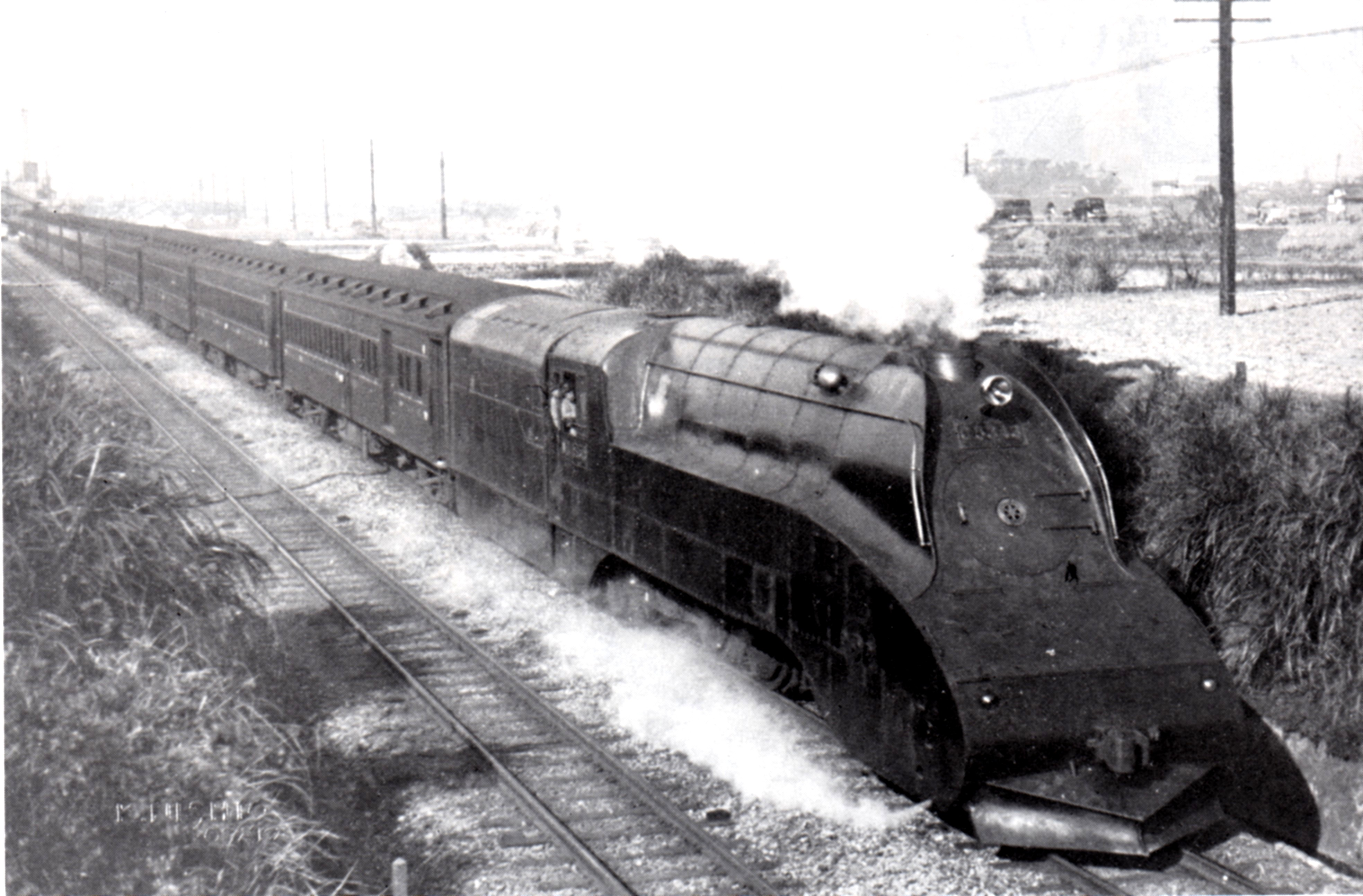
Locomotora aerodinámica Clase C53 No 43 de los Ferrocarriles del Gobierno Japonés

La tendencia de las locomotoras aerodinámicas también afectó a Japón. En 1934, el Ministerio de Ferrocarriles (Japanese Government Railways, JGR) decidió convertir una de sus locomotoras de vapor de 3 cilindros de la clase C53 en estilo aerodinámico. La locomotora seleccionada fue la no 43 de la clase C53. Sin embargo, Hideo Shima, el ingeniero jefe de la conversión, pensó que el carenado no tenía ningún efecto práctico en la reducción de la resistencia del aire, porque los trenes japoneses en ese momento no superaban la velocidad máxima de 100 km/h (62 mph). Por lo tanto, diseñó la locomotora para crear un flujo de aire que elevara el humo de escape de la locomotora. No esperaba ningún efecto práctico sobre la reducción completa de la resistencia del aire, por lo que nunca intentó poner a prueba el consumo de combustible o la fuerza de tracción de la locomotora convertida. El gobierno japonés planeó utilizar esta locomotora aerodinámica convertida en la ruta de los expresos entre Osaka y Nagoya.
Curiosamente, la locomotora carenada se hizo muy popular entre el público. Entonces, JGR decidió construir 21 nuevas máquinas carenadas de la Clase C5. Además, JGR construyó 3 locomotoras eléctricas Clase EF55 optimizadas. Las unidades múltiples diésel Kiha-43000 y las unidades múltiples eléctricas Moha-52 también recibieron un estilo aerodinámico. El Ferrocarril del Sur de Manchuria, bajo control japonés en ese momento, también diseñó las locomotoras aerodinámicas Clase Pashina y el tren Asia Express, que tenía un estilo totalmente coordinado con las locomotoras Pashina.
Estas locomotoras de vapor aerodinámicas requerían muchas horas de reparación en los talleres, debido a que los carenados complicaban el acceso al interior de la máquina. Después del estallido de la Segunda Guerra Mundial, la falta de mano de obra experimentada empeoró estos problemas. Finalmente, se retiraron las carcasas, quedando las máquinas con un aspecto muy desmejorado.

### Australia alrededor de la Segunda Guerra Mundial

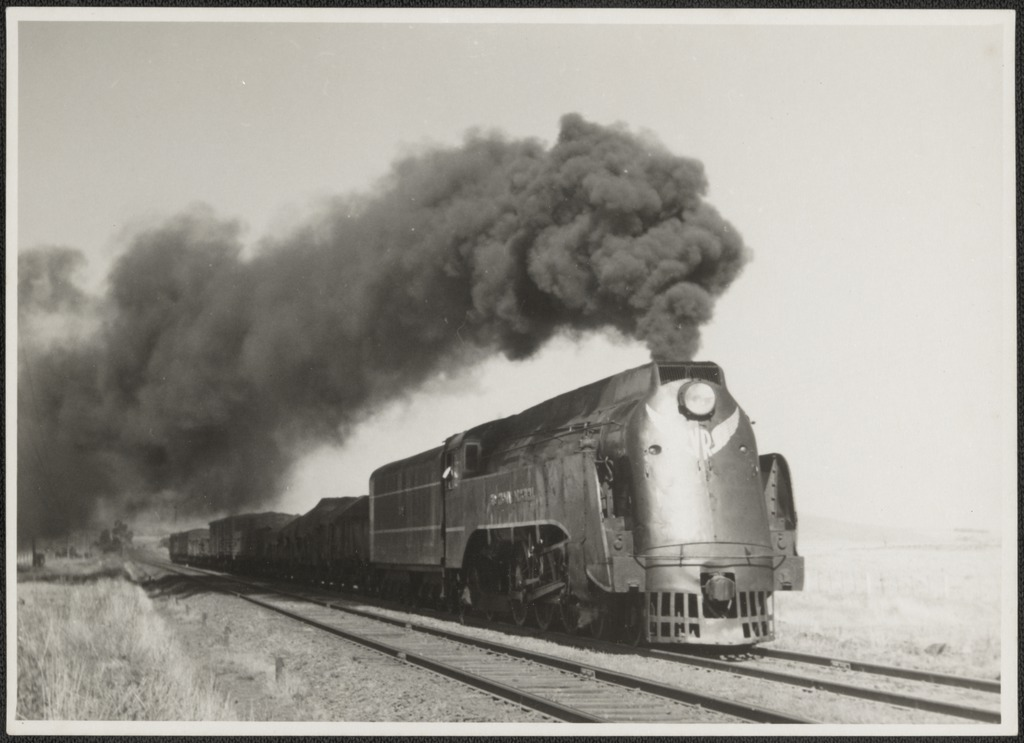
Locomotora S301

Las locomotoras aerodinámicas llegaron relativamente tarde a Australia. En 1937 se instalaron carenados aerodinámicos en cuatro locomotoras de los Ferrocarriles Victorianos Clase S para el servicio Spirit of Progress entre Melbourne y Albury. Luego se instalaron carenados similares en dos locomotoras Ferrocarriles del Gobierno de Tasmania Clase R de vía estrecha para los expresos desde Hobart a Launceston.
A pesar de, o tal vez debido a, las prioridades estratégicas de la Segunda Guerra Mundial, se construyeron en Australia algunas nuevas locomotoras aerodinámicas durante e inmediatamente después de la guerra. Las primeras cinco Locomotora Nueva Gales del Sur Clase C38 fueron modestamente aerodinámicas, con unos reconocibles frontales cónicos, mientras que las doce locomotoras de los Ferrocarriles de Australia del Sur Clase 520 presentaban unos extravagantes carenados, al estilo de las T1 del Ferrocarril de Pensilvania.
En todos los casos, la modernización de las locomotoras de vapor australianas fue puramente estética, con impactos insignificantes en la velocidad de los trenes.

### Después de la Segunda Guerra Mundial

#### Estados Unidos

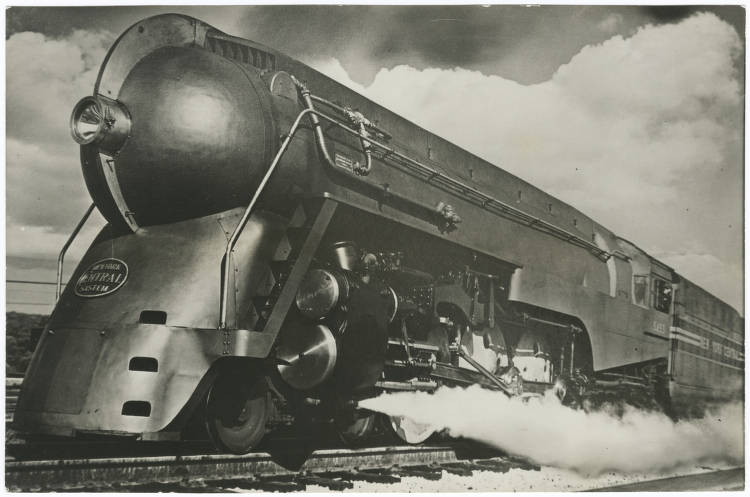
Locomotora Hudson del Ferrocarril Central de Nueva York

El servicio de vapor de gran velocidad continuó después de que terminó la guerra, pero se volvió cada vez más antieconómico. Las Super Hudson del Ferrocarril Central de Nueva York se retiró del servicio en 1948, cuando el servicio de pasajeros comenzó a usar m´quinas diésel. Milwaukee Road retiró sus locomotoras de vapor del tren de gran velocidad Hiawatha entre 1949 y 1951. Todas estas icónicas máquinas de vapor acabaron siendo desguazadas. La última de las locomotoras de la Clase T1 del Ferrocarril de Pensilvania, se retiró del servicio en 1952. Los últimos streamliners de vapor se construyeron en 1950, y fueron tres locomotoras Clase J1 4-8-4 del Ferrocarril Norfolk y Western. Estuvieron en servicio hasta 1959.
En 1951, la Comisión Interestatal de Comercio aprobó una serie de regulaciones que restringían la mayoría de los trenes a velocidades de 79 mph (127,1 km/h) o inferiores, a menos que se instalara detección automática de trenes, control automático de trenes o señalización en cabina. La nueva normativa minimizó una de las ventajas clave de los viajes en tren sobre el automóvil, que se convirtió en una alternativa cada vez más atractiva a medida que avanzaba la construcción de redes modernas de carreteras en la posguerra. Los operadores ferroviarios comercializaban sus servicios sobre la base de visitas turísticas de lujo, ya que las aerolíneas competían cada vez más con las líneas ferroviarias por los viajes de larga distancia.

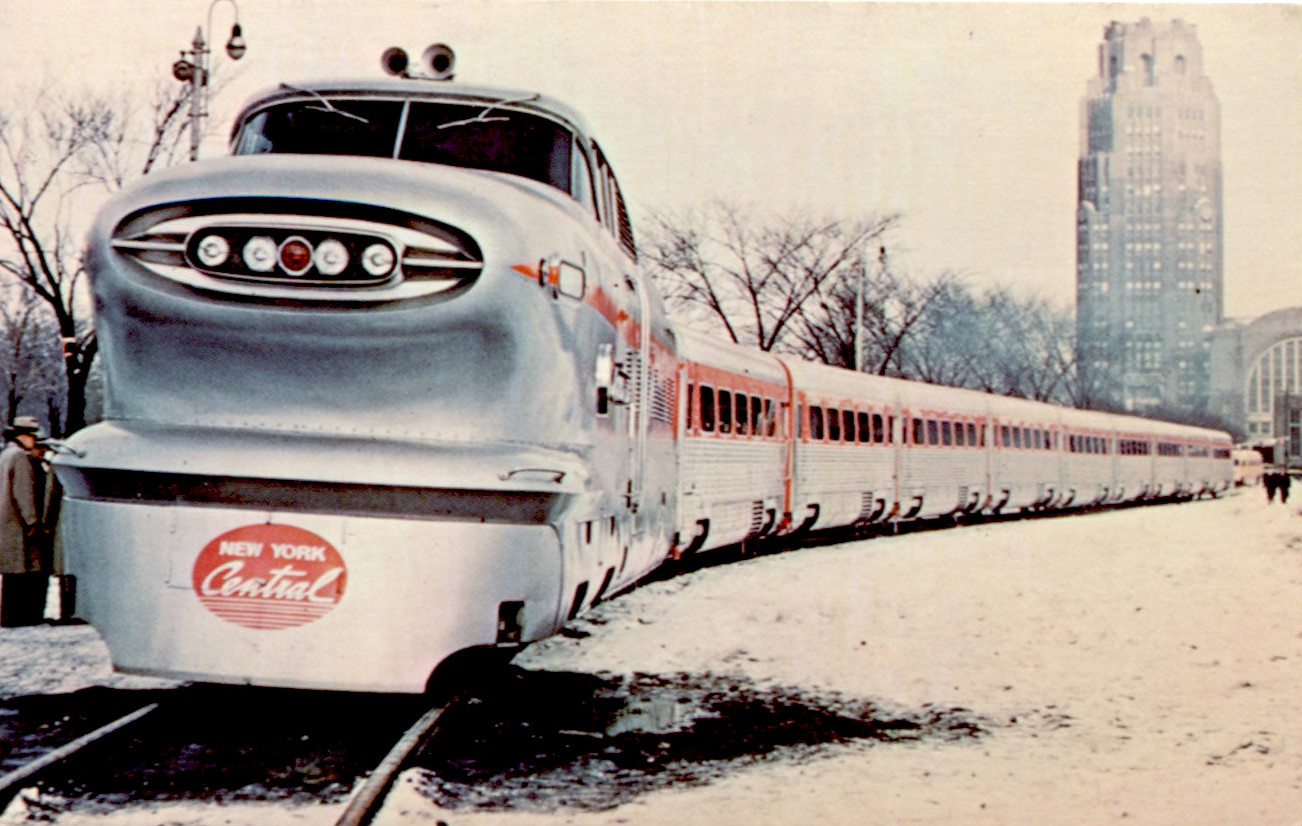
Los Aerotrenes del Ferrocarril Central de Nueva York en la Estación Central de Buffalo (1956)

En 1956, General Motors y un consorcio formado por Baldwin y Pullman, revivieron experimentalmente el concepto de tren aerodinámico ligero. Ninguno de los proyectos logró un impacto duradero en el servicio de pasajeros. El proyecto de GM se denominó Aerotrain, y presentaba una unidad de cabina de estilo automotriz futurista que tiraba de coches concebidos a partir del diseño de los autobuses de larga distancia de GM. Los trenes aerodinámicos Dan'l Webster and Xplorer, con un perfil bajo y coches de aluminio, prestaron servicio en el área de Nueva York-New Haven y en Ohio, respectivamente, pero fueron problemáticos y pronto se retiraron del servicio.
La popularización de los viajes en avión a reacción a fines de la década de 1950 provocó una nueva batalla de competencia de precios por parte de las aerolíneas en el mercado de los viajes de larga distancia, lo que afectó gravemente el número de viajeros y a la rentabilidad del servicio ferroviario de pasajeros de larga distancia. Las regulaciones gubernamentales obligaron a los ferrocarriles a continuar operando el servicio de trenes de pasajeros, incluso en rutas largas en las que, según los ferrocarriles, era casi imposible obtener ganancias. A diferencia de las infraestructuras aérea y automotriz, que estaban subsidiadas por el gobierno, la infraestructura ferroviaria se sustentaba en su totalidad con sus propios ingresos operativos. A fines de la década de 1960, la mayoría de los operadores estaban abandonando por completo el servicio de pasajeros.

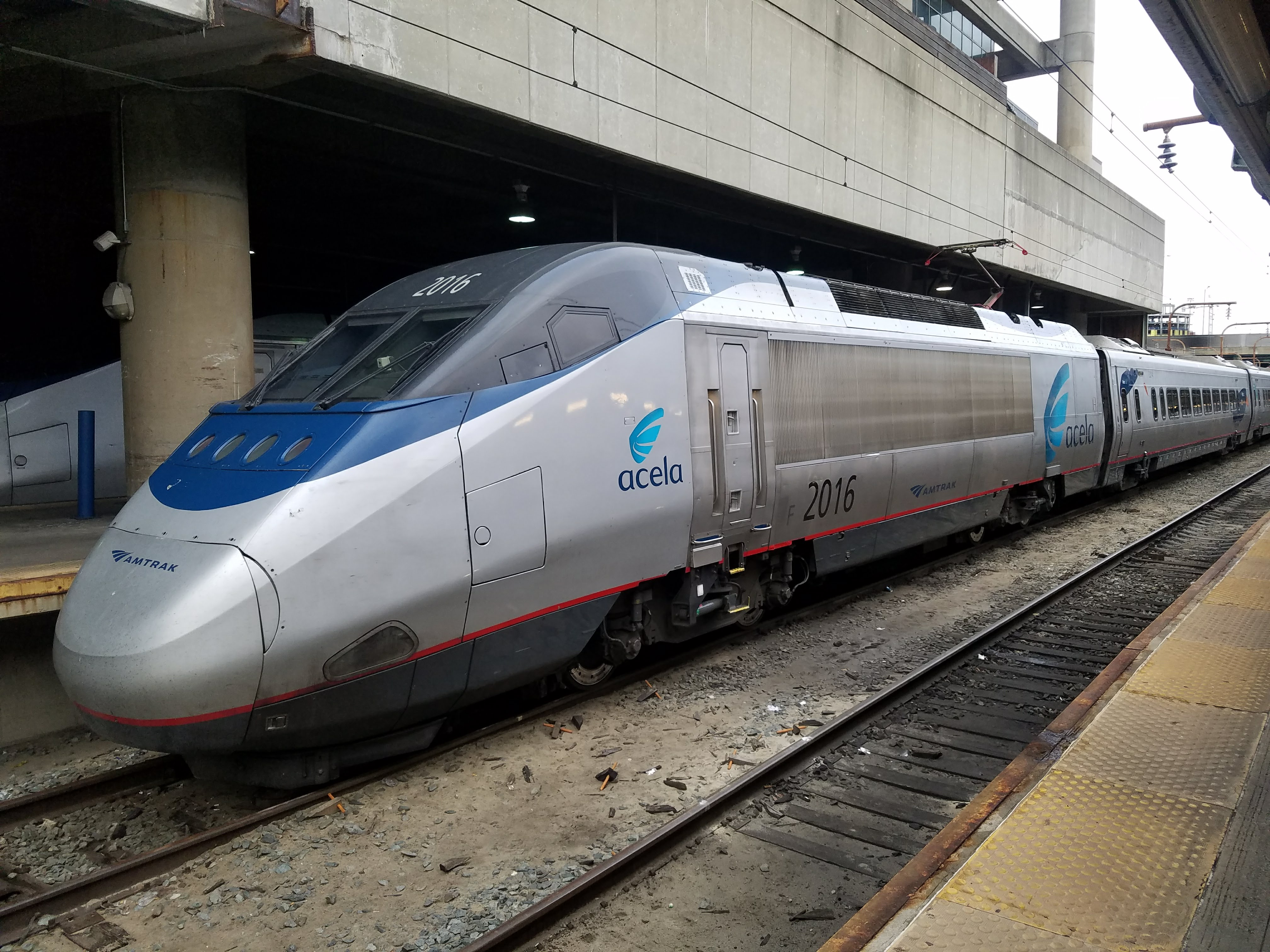
Un Acela Express en la Estación Unión de Washington D. C. en 2018

Desde 1971, Amtrak ha operado la mayoría de los sistemas ferroviarios de pasajeros en los Estados Unidos. La última Unidad E en servicio regular se retiró en 1993. Algunas locomotoras eléctricas GG1 permanecieron en servicio hasta 1983. La construcción de carrocerías aerodinámicas y ligeras iniciada por primera vez con la Zephyr se ha reintroducido con las locomotoras diésel GE Genesis de Amtrak en su búsqueda de una mayor eficiencia de combustible.
Los trenes Acela Express de Amtrak que viajan a velocidades de hasta 150 mph (241,4 km/h) se han introducido en el Corredor Noreste, concretamente en el trayecto de Boston a Washington D. C. Muchas áreas de Estados Unidos han estado considerando la construcción de nuevas líneas de alta velocidad, pero los viajes en tren son mucho menos comunes en Estados Unidos que en Europa o Japón. En 2008, los votantes de California aprobaron bonos para iniciar la construcción de las líneas de alta velocidad que darán servicio al Valle Central, al Área de la Bahía y al sur de California. La construcción del primer segmento, entre Bakersfield y Merced, comenzó en 2015. Los costos administrativos y de construcción más altos de lo previsto llevaron a la suspensión de nuevas construcciones en 2019.

#### Ejemplos conservados

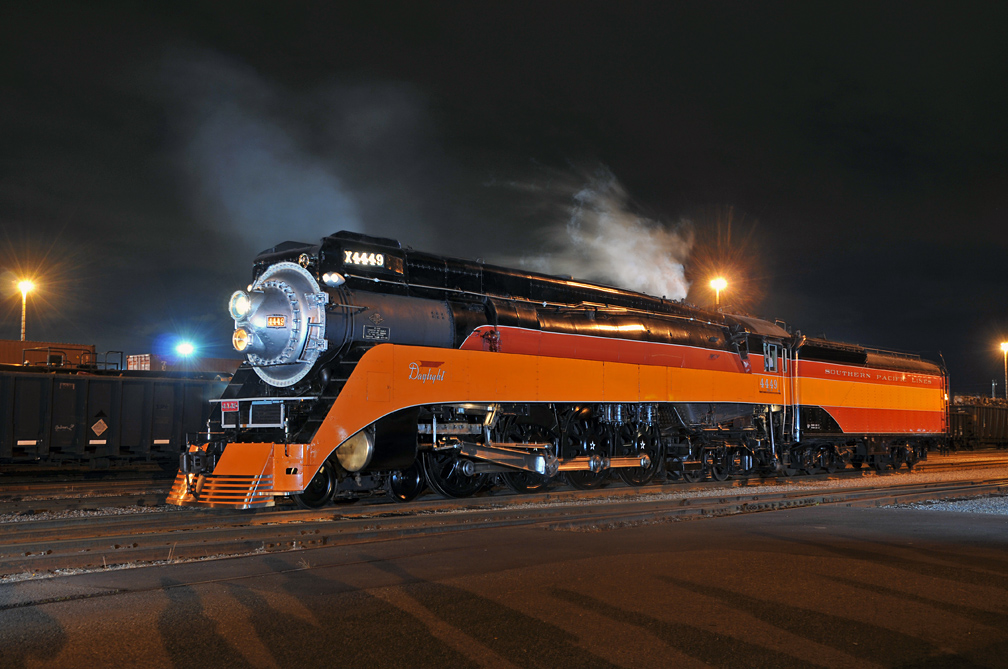
Locomotora Southern Pacific Clase GS-4 Número 4449 operando en Tacoma en junio de 2011

Después de 26 años de servicio y tras haber recorrido 3 000 000 millas (4 828 020 km), el Pioneer Zephyr se detinó al Museo de la Ciencia e Industria de Chicago. La Flying Yankee, la tercera locomotora streamliner en entrar en servicio, estaba siendo restaurada a su condición operativa. La locomotora Silver Charger del tren General Pershing Zephyr permaneció en servicio hasta 1966 y también estaba siendo restaurada.

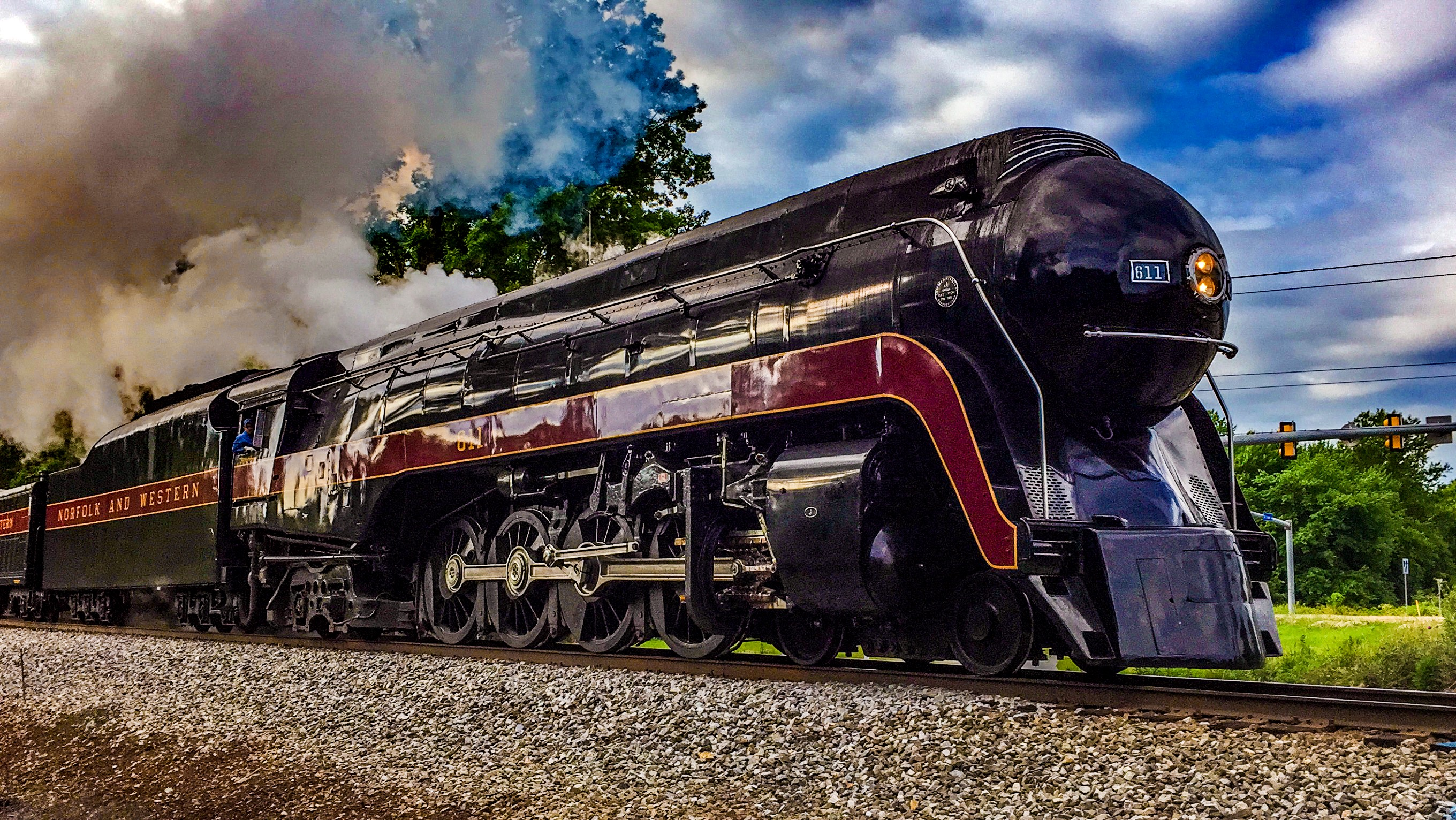
Locomotora Norfolk y Western No. 611 operando en Manassas (Virginia) (7 de junio de 2015)

En diciembre de 1974, la Southern Pacific 4449 "Daylight", una locomotora aerodinámica a vapor salió de una exhibición pública al aire libre para someterse a una restauración y repintado, lo que le permitió arrastrar el American Freedom Train, que recorrió  los 48 Estados Unidos contiguos como parte de las celebraciones del Bicentenario de la nación en 1976. Con la excepción de interrupciones ocasionales por mantenimiento e inspecciones, la locomotora restaurada ha realizado distintos servicios de excursión en toda esa área desde 1984.

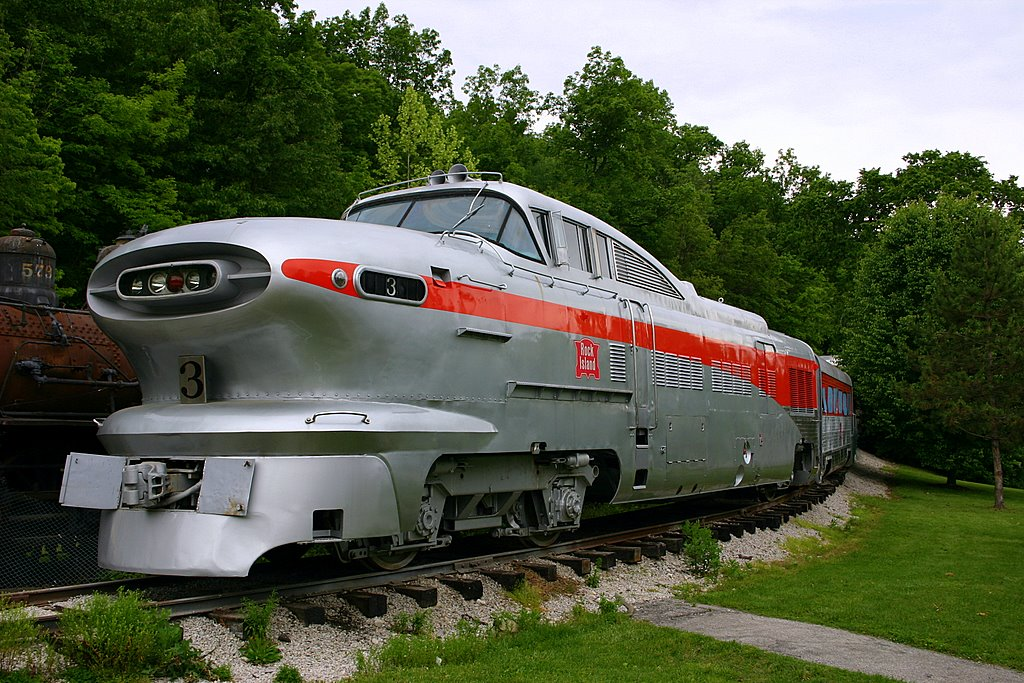
Rock Island Aerotrain No. 3, exhibido en el Museo del Transporte en Kirkwood, Misuri (mayo de 2006)

La locomotora aerodinámica de vapor Clase J1 Número 611 del Ferrocarril Norfolk y Western, dos veces restaurada, operó en servicio de excursión dentro de los Estados Unidos desde 1982 a 1994 y desde 2015 a 2017. La máquina ha viajado para exhibirse en eventos especiales.
Ejemplos de las locomotoras EMC EA, E3, E5 y E6 de "nariz inclinada" anteriores a la Segunda Guerra Mundial están en exhibición en el Museo del Ferrocarril de Baltimore y Ohio, en el Museo del Transporte de Carolina del Norte, en el Museo del Ferrocarril de Illinois y en el Museo del Ferrocarril de Kentucky. La E5, revestida de acero inoxidable se combina ocasionalmente con uno de los conjuntos de coches originales Denver Zephyr para el servicio de excursiones. En 2017, la unidad Rock Island No 630 E6 estaba en restauración para su exhibición en Iowa.
Actualmente se exhiben en los Estados Unidos dos locomotoras EMD LWT12 y varios coches de pasajeros procedentes de dos "Aerotrain" de General Motors. El Museo Nacional del Ferrocarril en Green Bay exhibe la locomotora Aerotrain No. 2 del Ferrocarril de Chicago, Rock Island y Pacific y dos coches de pasajeros. El Museo del Transporte de Kirkwood (Misuri) (cerca de San Luis) exhibe la locomotora Rock Island No. 3 y dos coches de pasajeros.

#### Europa

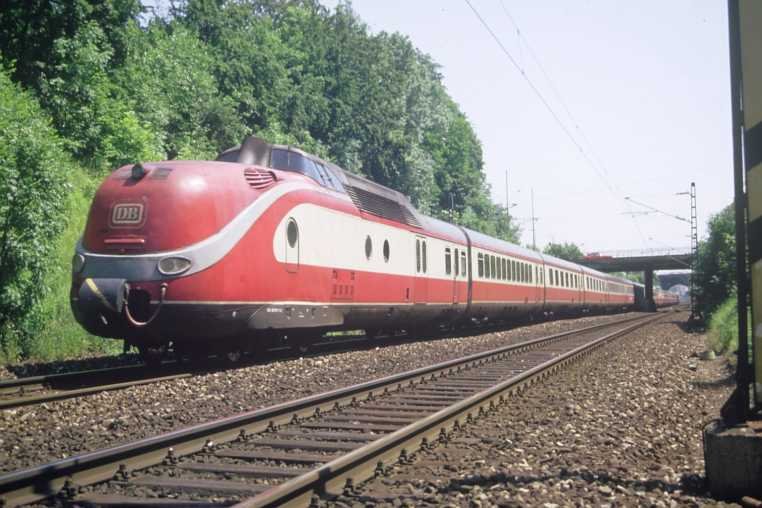
Clase 601, ex TEE 1986 en Múnich Südring

En Europa, la tradición aerodinámica cobró nueva vida después de Segunda Guerra Mundial. En Alemania, se volvieron a utilizar los DRG Clase SVT 137, pero a menor velocidad. Basado en el Kruckenberg SVT 137, el DB Clase VT 11.5 (más tarde renombrado como DB Class 601) se usó como "Trans Europ Express (TEE)" para trenes internacionales de gran velocidad.
En Alemania del Este, también se construyeron DR Class VT 18.16 para servicios expresos internacionales. Desde 1965, DB utilizó cada vez más locomotoras eléctricas DB Clase 103 con trenes regulares para el servicio de alta velocidad, pero a partir de 1973 empleó la DB Clase ET 403 (apodada "Donald Duck"), una verdadera locomotora aerodinámica nuevamente. El ET 403 era un tren eléctrico de cuatro unidades, con tecnología basculante.
Desde 1991, el servicio ICE con los trenes ICE 1 (Clase 401) se utiliza para trayectos de alta velocidad. Sin embargo, se necesitaron 60 años para romper el récord de velocidad de la primera "Hamburguesa Voladora" de 1933 en el recorrido Hamburgo-Berlín.
Los Ferrocarriles Federales Suizos (SBB) y los holandeses (NS) desarrollaron el RAm TEE (holandés: DE) para las rutas Zúrich-Ámsterdam y Ámsterdam-Región de Bruselas-Capital-París. Estos trenes se vendieron en 1977 al Ferrocarril Ontario Northland (ONR) canadiense, y sirvieron en la línea Toronto – Moosonee con el nombre de Northlander. Desde 1961, SBB utilizó el SBB RAe TEE II, un tren eléctrico aerodinámico de cuatro sistemas para el servicio TEE.
Italia usó trenes de antes de la guerra, y la FS desarrolló nuevos trenes como el FS Clase ETR 300 ("Settebello", FS Clase ETR 401, ETR 450 (Pendolino) y ETR 500.
En el Reino Unido, los servicios con trenes de gran velocidad terminaron con el estallido de la Segunda Guerra Mundial. Durante la guerra, a las locomotoras aerodinámicas LNER y LMS se les retiró parte de sus carenados para facilitar su mantenimiento. A finales de la década de 1940 y principios de la de 1950, el estado de los ferrocarriles estaba mejorando a medida que se reparaban las condiciones de las vías causadas por los daños de la guerra y los trabajos de mantenimiento retrasados , disponiéndose de más vías principales para el funcionamiento a gran velocidad.
Los primeros servicios con máquinas aerodinámicas diésel en el Reino Unido fueron los trenes Blue Pullman introducidos en 1960 y retirados en 1973, dedicados a viajes de primera clase con velocidades de 90 mph (144,8 km/h), pero tuvieron un éxito marginal y solo llegaron a funcionar un poco más rápido que los trenes convencionales. Al Blue Pullman le siguieron los trabajos de desarrollo de locomotoras aerodinámicas y de trenes pendulares que llevaron a la fabricación del icónico InterCity 125 (Clase 43) que ofrece servicios de trenes a 125 mph (201,2 km/h) en todo el Reino Unido.

#### Japón

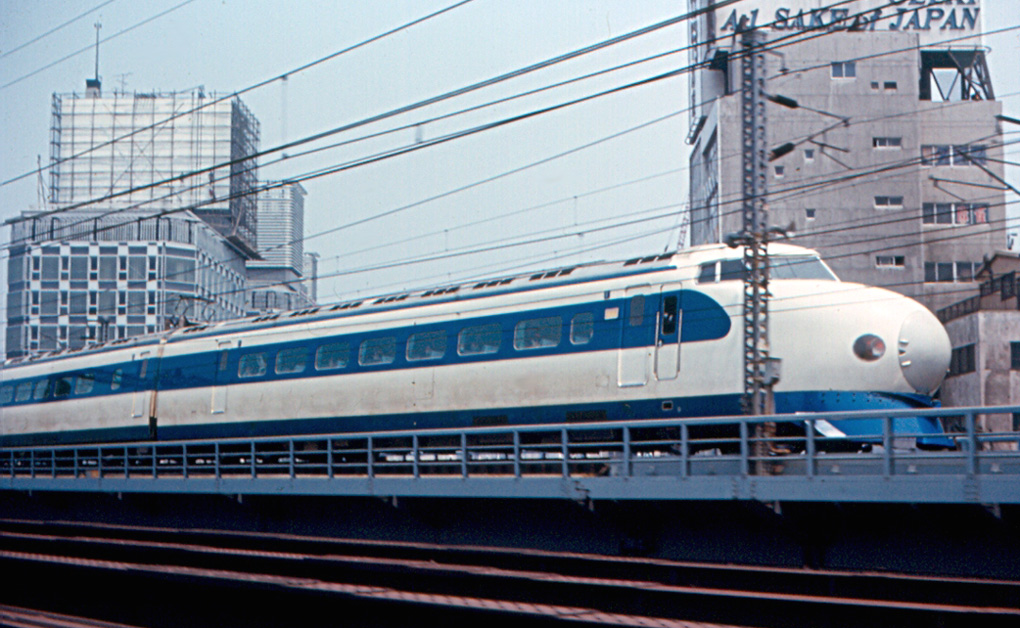
Tren de la Serie 0 en la línea de alta velocidad Tōkaidō Shinkansen en Tokio (1967)

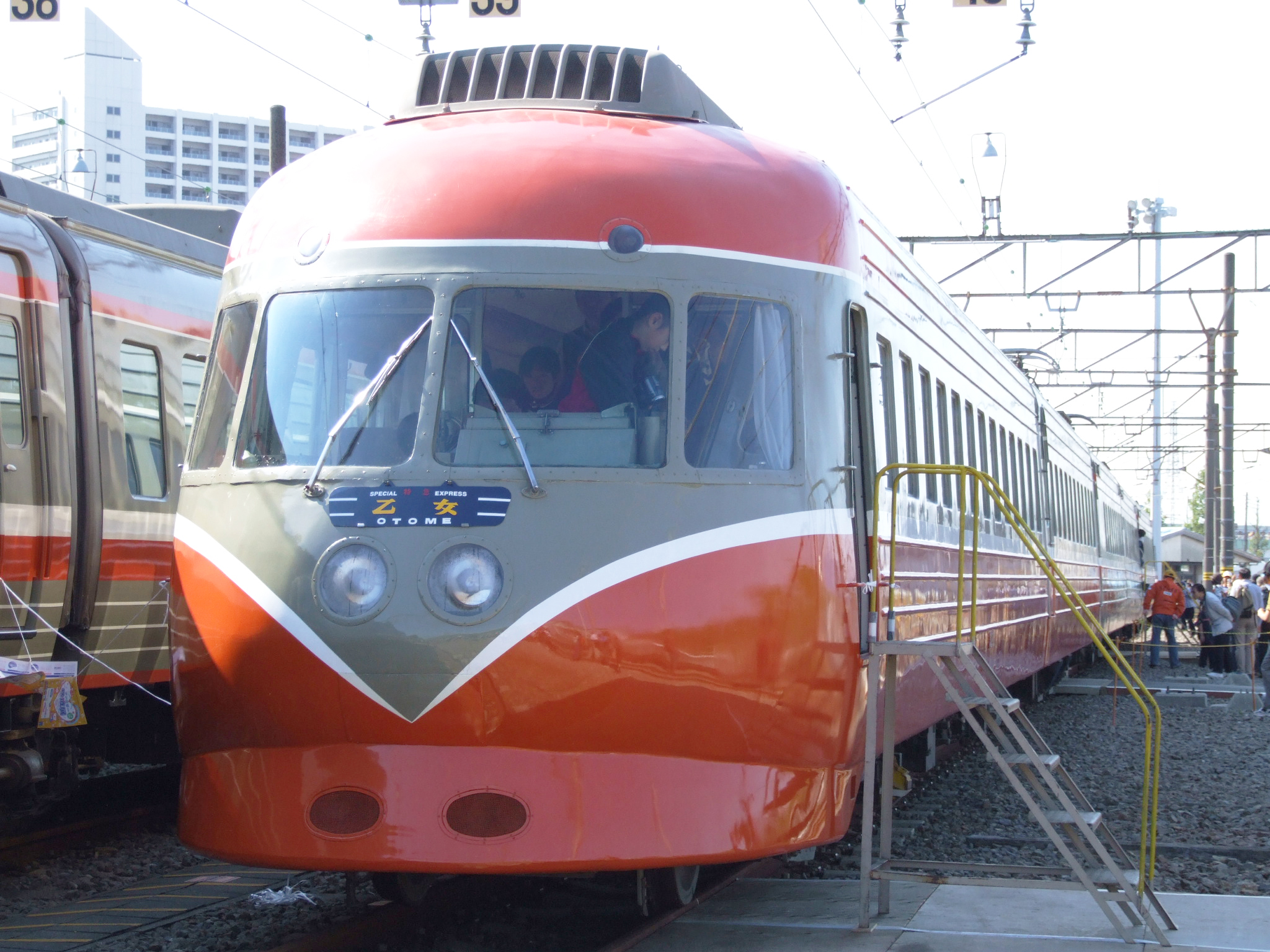
Tren de la Serie 3000 del Ferrocarril Odakyu, diseñado en un túnel de viento

Después de la Segunda Guerra Mundial, los ferrocarriles japoneses favorecieron las composiciones del tipo unidad de tren, incluso en sus líneas principales. En 1949, los Ferrocarriles Nacionales Japoneses (JNR) lanzaron los EMU Serie 80, que se utilizaron para recorridos de larga distancia por primera vez como trenes de unidades múltiples. Los EMU de la Serie 80 construidos después de 1950 para las líneas principales incorporaron un diseño aerodinámico.
En 1957, el Ferrocarril Odakyu Electric lanzó el tren EMU Serie 3000. El diseño exterior se desarrolló utilizando un túnel de viento destinado a probar aviones. El Odakyu 3000 marcó el récord mundial de velocidad del momento (145 km/h (90,1 mph)) para un tren de vía estrecha. Los trenes de unidades múltiples demostraron ser adecuados para recorridos de largo recorrido con el JNR Serie 80 y para trenes de alta velocidad con el Odakyu 3000.
Estas experiencias llevaron al desarrollo del primer Shinkansen, el Serie 0, fuertemente influido por el Odakyu 3000, también se desarrolló utilizando un túnel de viento. Los coches de la Serie 0 se desarrollaron utilizando un Douglas DC-8 como referencia. A una velocidad de 200 km/h (124,3 mph), el estilo aerodinámico del "tren bala" de la Serie 0 tuvo un efecto sustancial en la reducción de la resistencia del aire.

### Servicios de trenes de alta velocidad
En una serie de países del mundo, los principales itinerarios ferroviarios de pasajeros de largo recorrido se están transformando en servicios de alta velocidad, en los que se utilizan sistemáticamente trenes diseñados aerodinámicamente.

### Tranvías e interurbanos de gran velocidad

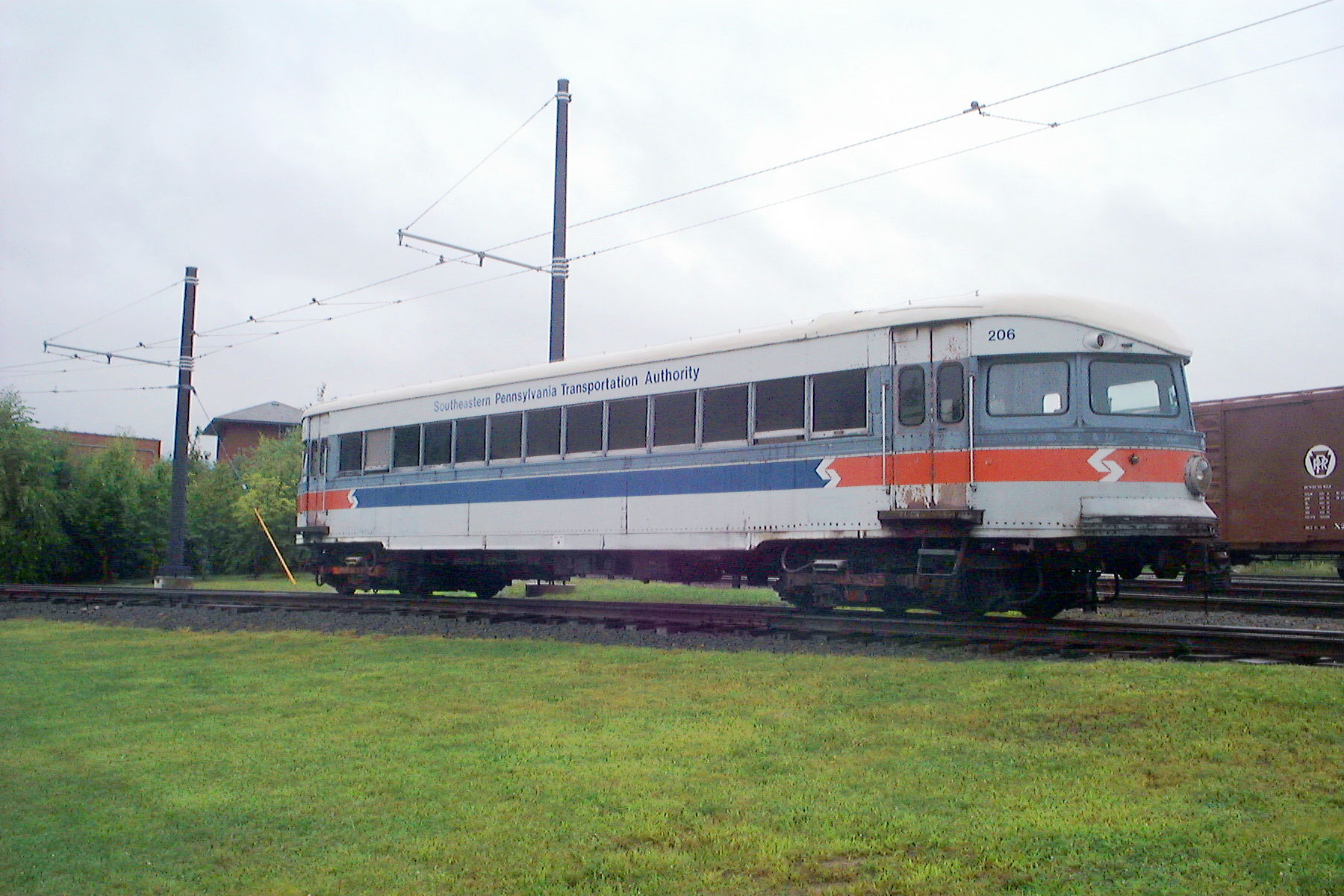
Un tren interurbano aerodinámico de gran velocidad, el "Bullet" No. 206 (de 1931), exhibido en Steamtown en Scranton, Pensilvania. Obsérvese la similitud con el último Fliegender Hamburger, un diseño alemán de 1933

Las primeras versiones de los PCC streetcar se denominaron Streamliners en Norteamérica. Sin embargo, la investigación aerodinámica apareció mucho antes en la escena de los trenes interurbanos, es decir, entre los precursores de los recientes trenes ligeros. En 1905, la Comisión de Pruebas de Ferrocarriles Eléctricos inició una serie de pruebas para desarrollar un diseño de carrocería que redujera la resistencia al viento a altas velocidades. Se montaron modelos del frontal con diferentes formas independientes de la carrocería, unidos a un dinamómetro para medir la resistencia de cada uno. Se realizaron más de 200 recorridos de prueba a velocidades de hasta 70 mph (unos 112 km/h) con frontales parabólicos, de cuña, estándar y planos.
Los resultados de las pruebas realizadas indicaron que un extremo delantero de forma parabólica reducía la resistencia al viento a altas velocidades por debajo de la del perfil redondeado convencional. Sin embargo, con los vagones pesados de equella época y las velocidades moderadas, no se obtenían economías operativas significativas, y la utilización de perfiles aerodinámicos se descartó durante otro cuarto de siglo.
Sin embargo, desde la década de 1920, se utilizaron aleaciones más resistentes, metales ligeros y un mejor diseño para reducir el peso de la carrocería, lo que a su vez permitió el uso de bogies y motores más pequeños con las correspondientes economías en el consumo de energía. En 1922, la G. C. Kuhlman Car Company construyó diez vagones ligeros para el Ferrocarril Western Ohio.
Después de una elaborada investigación en un túnel de viento, la primera en la industria ferroviaria, la J. G. Brill Company en 1931 fabricó sus primeros vagones Bullet, capaces de alcanzar velocidades superiores a los 90 mph (145 km/h). Con 52 asientos, pesaban solo 26 toneladas. Algunos de ellos se mantuvieron casi 60 años en uso.

## Automóviles

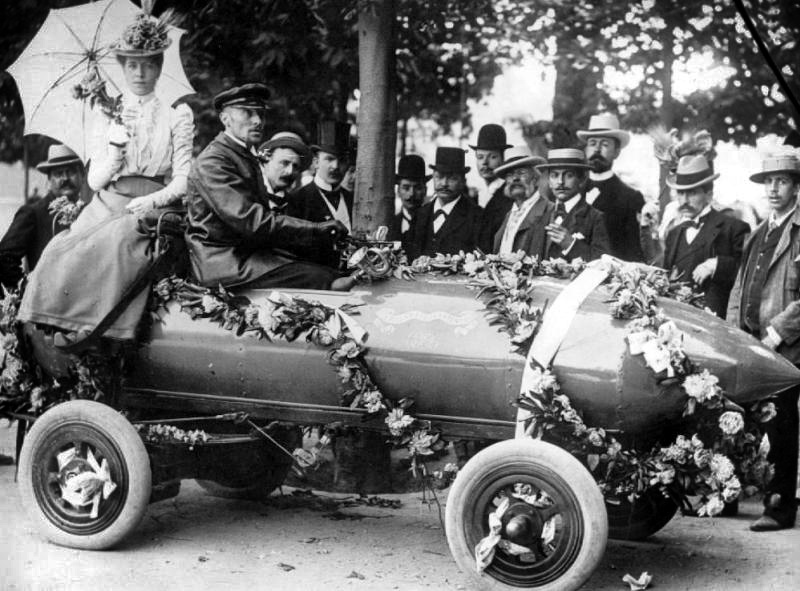
Camille Jenatzy y su mujer en el Jamais Contente (1899)

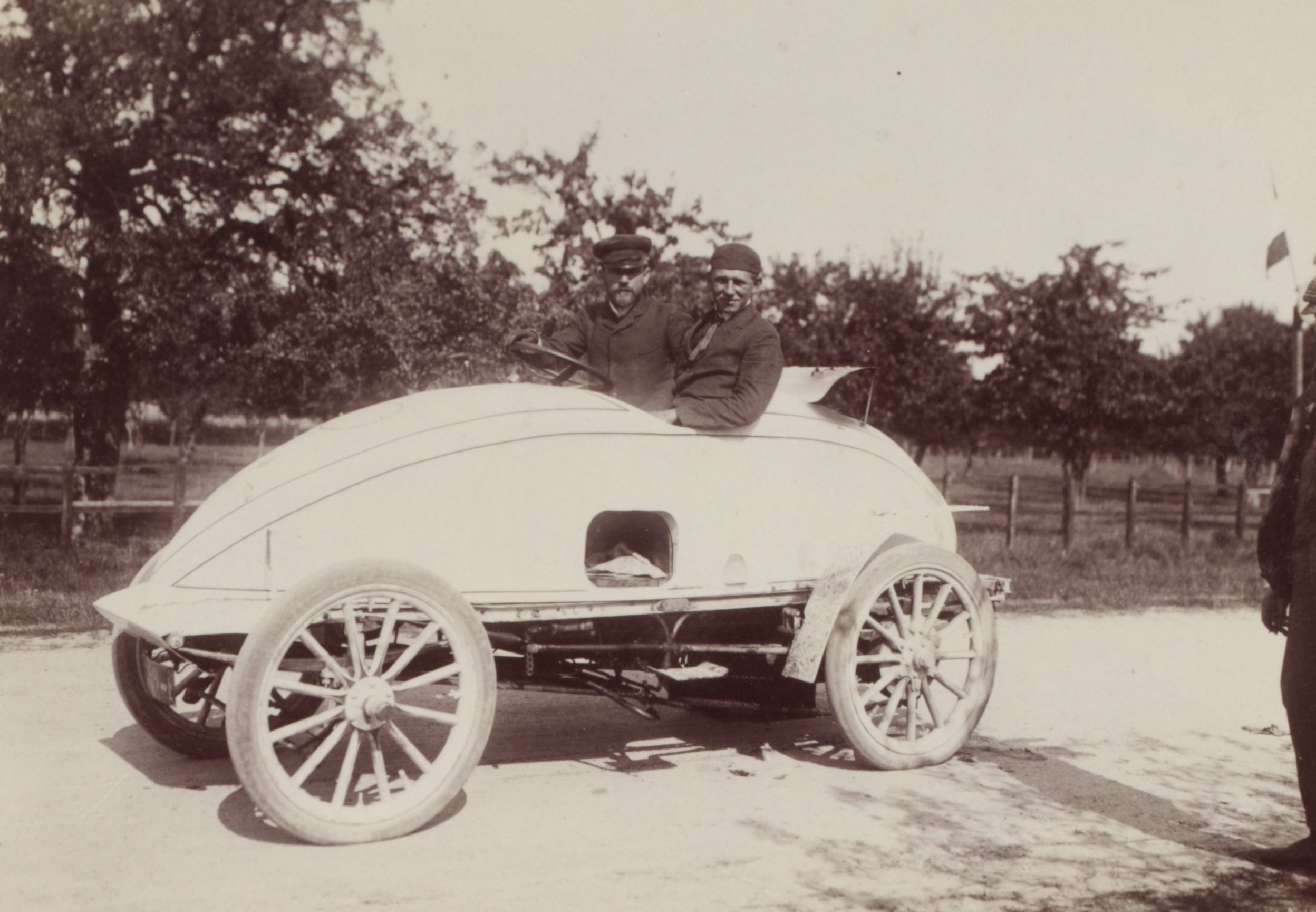
El l'Œuf de Pâques (Huevo de Pascua), un automóvil aerodinámico de vapor diseñado por Léon Serpollet en 1902

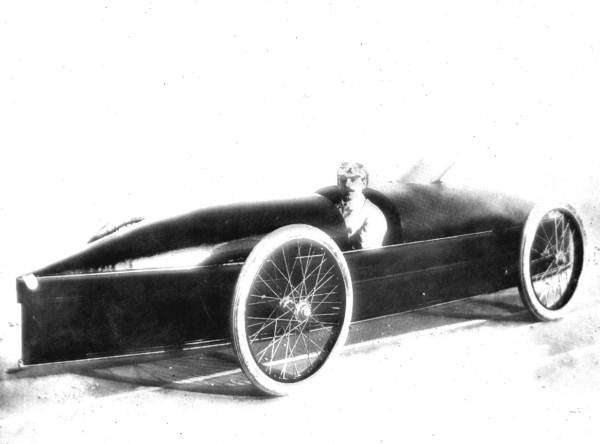
Fred Marriott y el Stanley Rockett (1906)

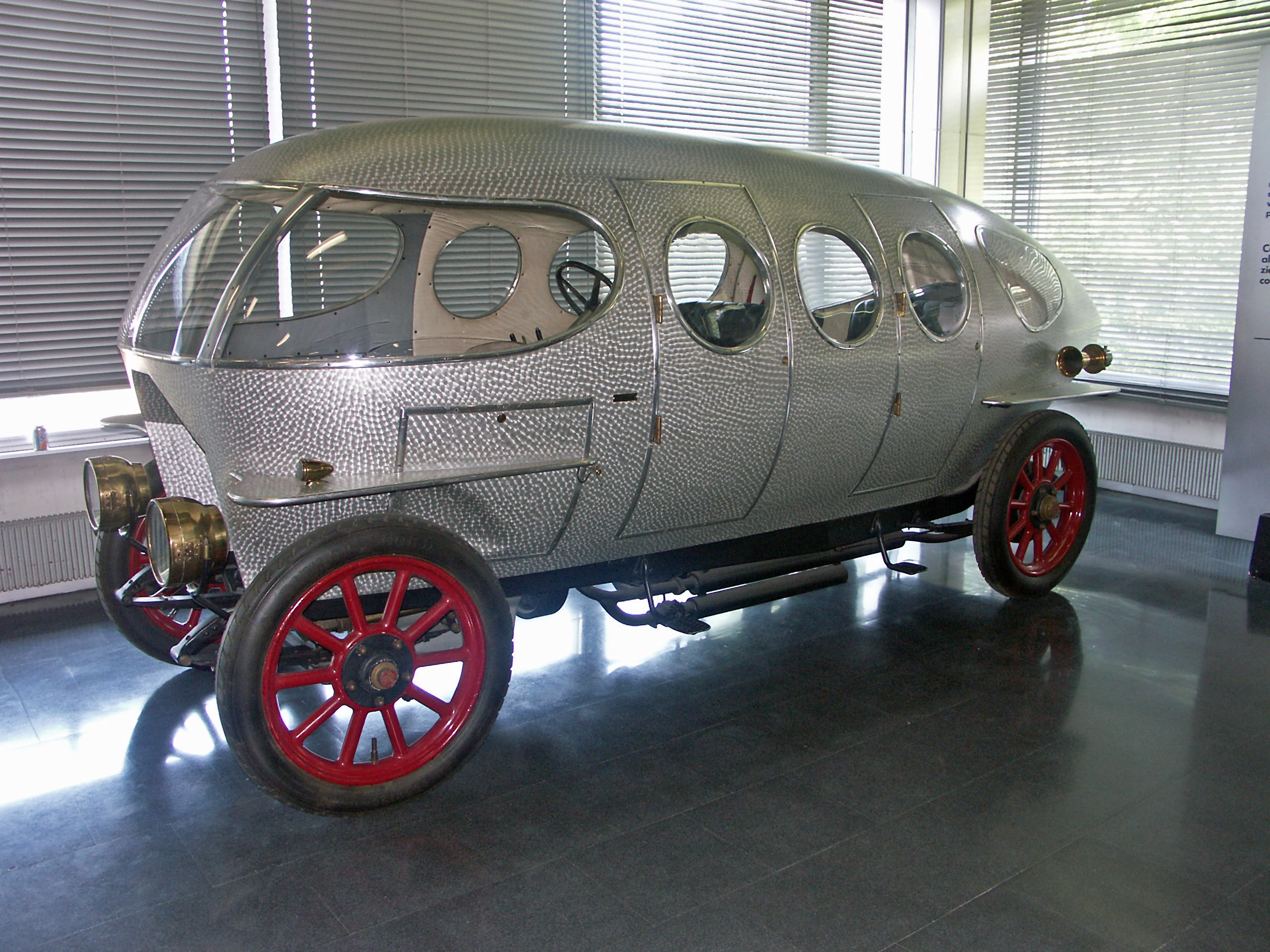
Prototipo A.L.F.A 40/60 HP (Alfa Romeo) de 1913

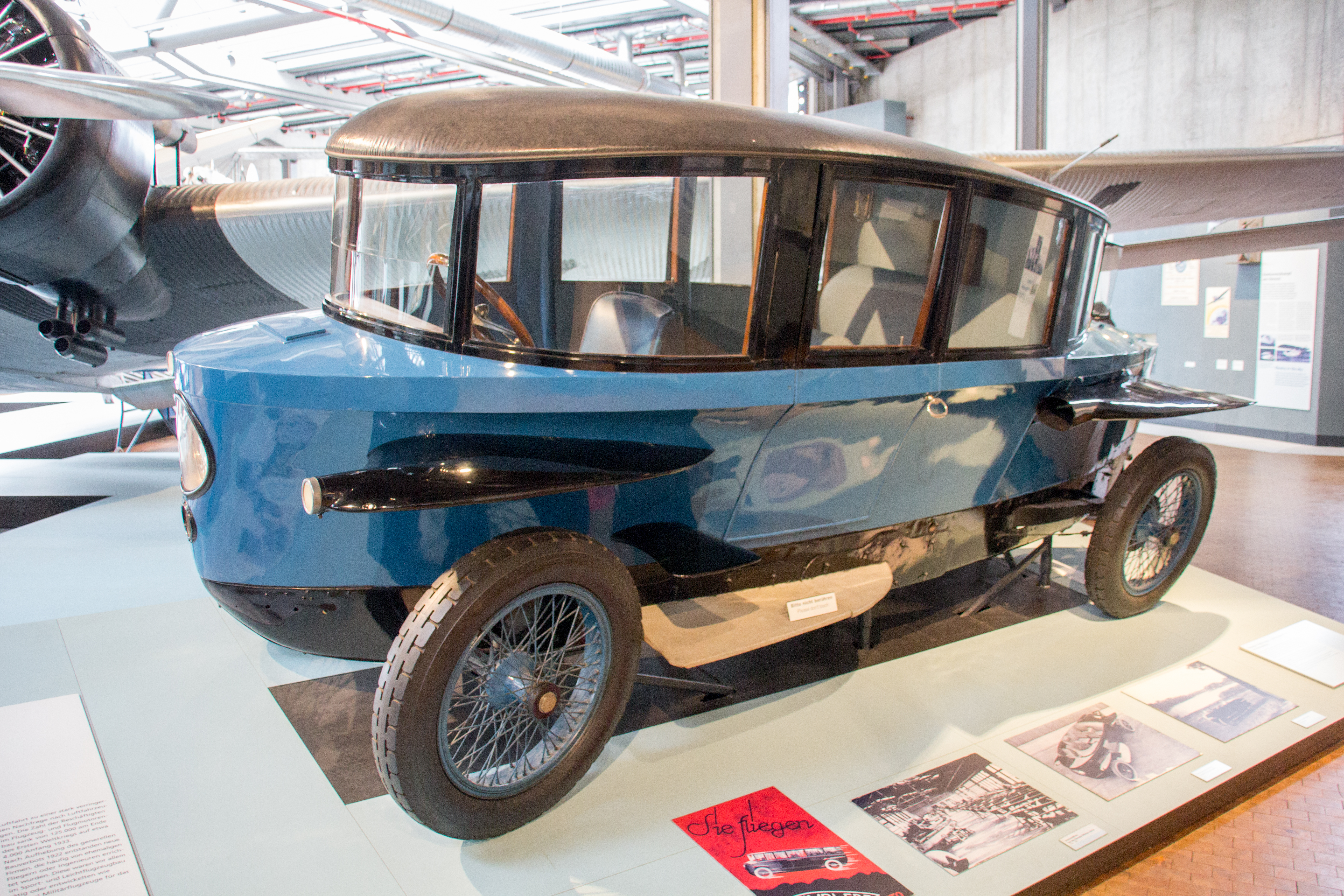
Rumpler Tropfenwagen (1921)

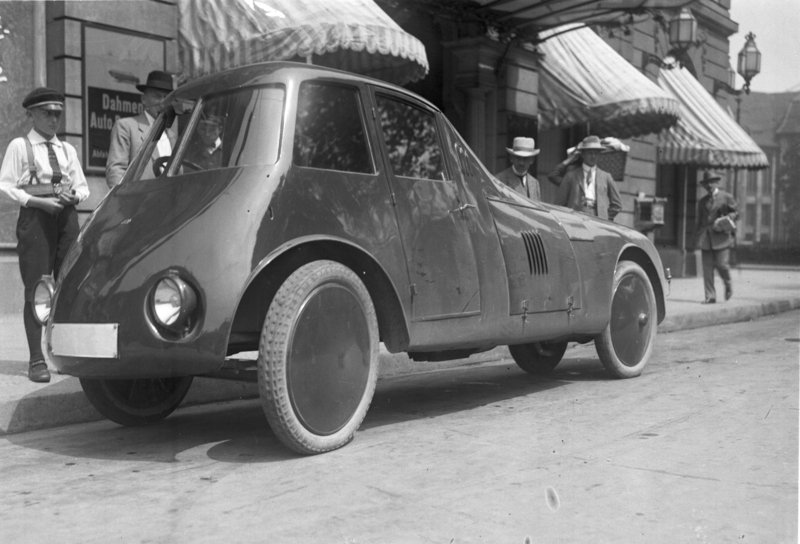
Automóvil diseñado por el ingeniero rumano Aurel Persu (1922)

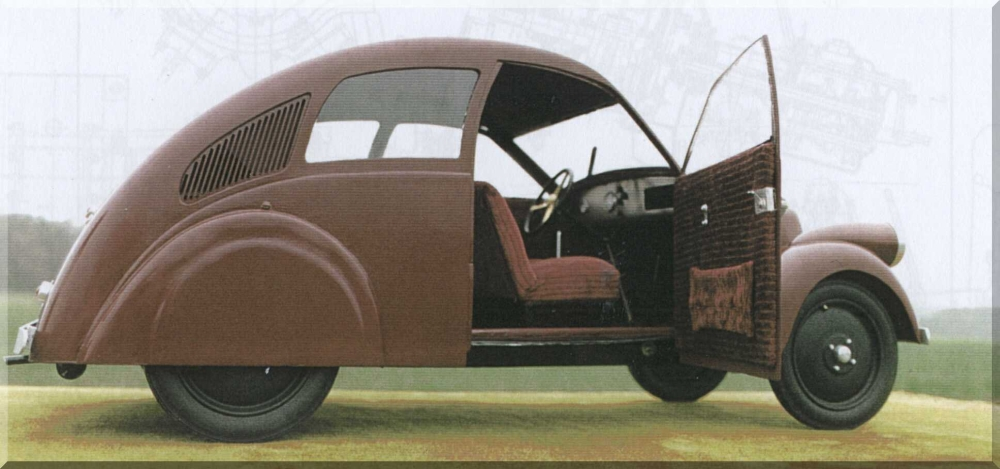
Porsche Tipo 12 (1931)

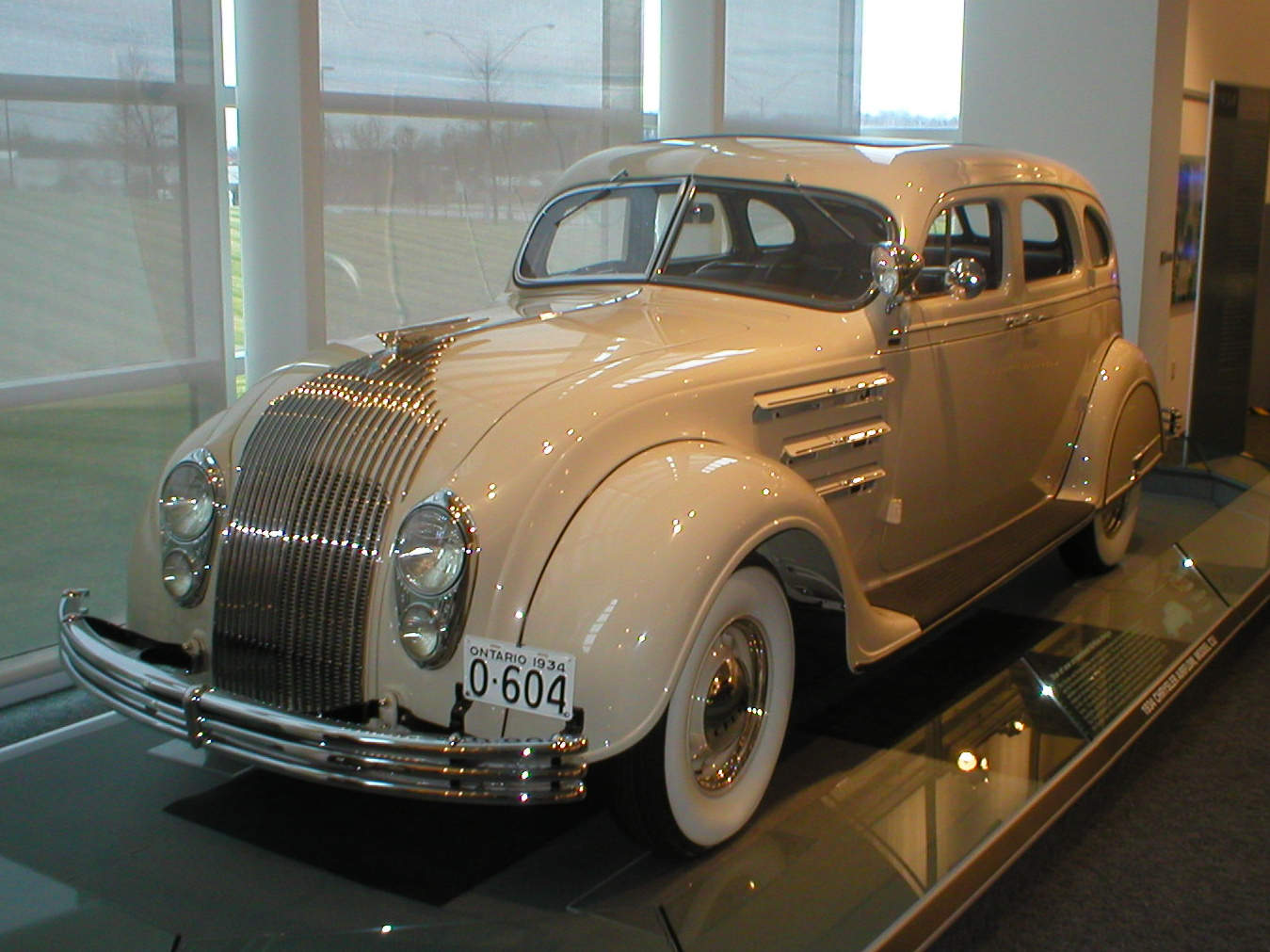
Chrysler Airflow de 1934

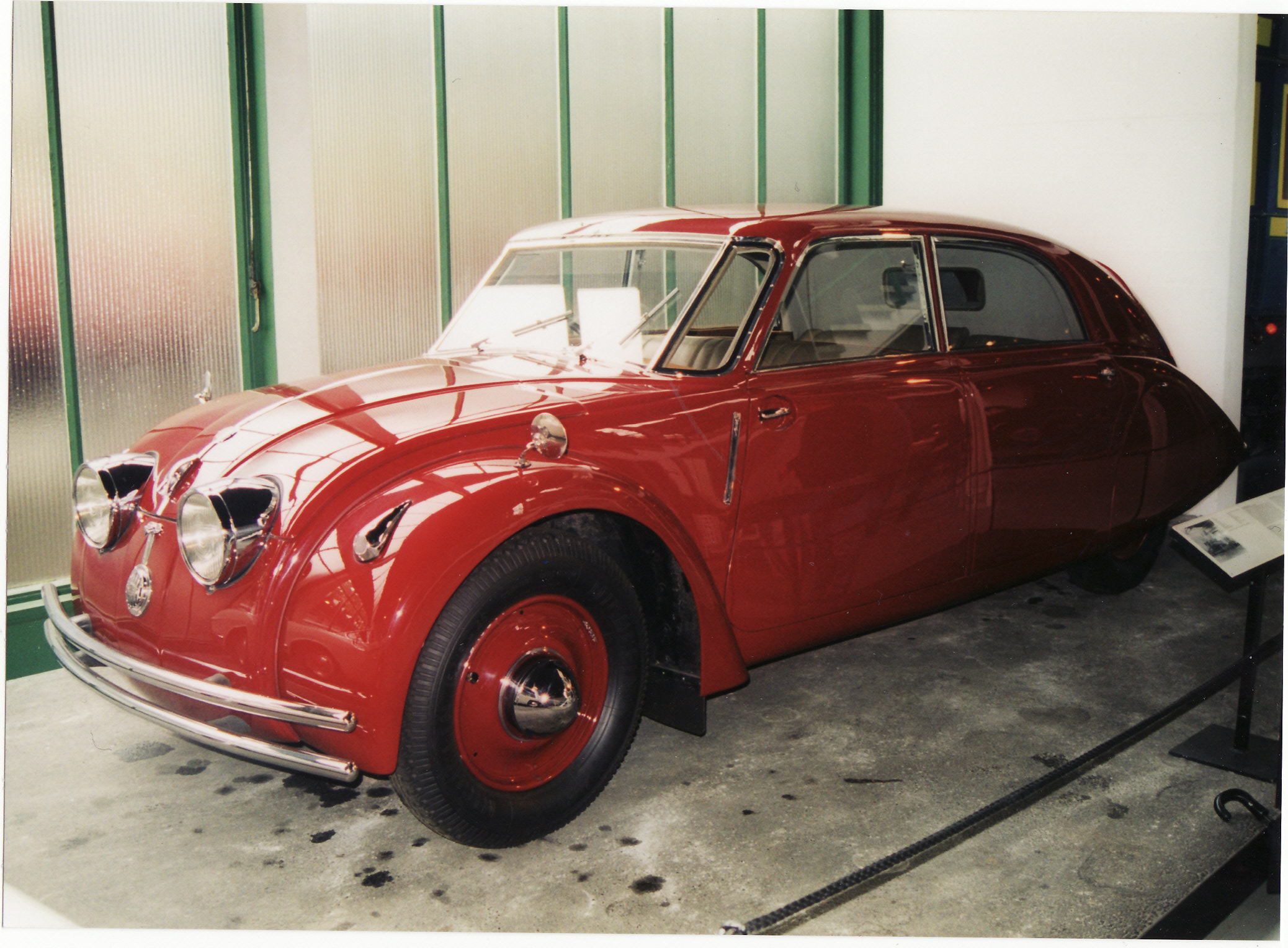
Tatra T77A de 1936

Los primeros intentos por batir récords de velocidad automovilísticos propiciaron la aparición de diseños con perfil aerodinámico. Así, el piloto belga Camille Jenatzy superó los 100 km/h en 1899 con un vehículo eléctrico, La Jamais Contente, que estaba dotado con un frontal en punta, un diseño que intuitivamente contribuía a reducir la resistencia al aire del vehículo. Poco después, en una fecha tan temprana como 1902, el ingeniero francés Léon Serpollet alcanzó con su l'Œuf de Pâques (El Huevo de Pascua) los 120 km/h. Este vehículo presentaba una carrocería con el frontal afilado, pero el piloto y su acompañante todavía sacaban el torso por encima de la carrocería, y las ruedas carecían de carenado alguno. Y ya en 1906, Fred Marriott pilotó el Stanley Rockett, otro vehículo de vapor con el que alcanzó los 205 km/h. Su afilado diseño, con una mínima sección frontal, todavía no incorpora la forma de lágrima característica de los automóviles aerodinámicos posteriores, pero presagia de alguna manera la configuración de la proa de los coches de récord impulsados por reactores como el Thrust SSC. 
Ya en la década siguiente, en 1913, se fabricó un prototipo en los talleres de Alfa Romeo, el A.L.F.A 40/60 HP, un automóvil con una carrocería aerodinámica completamente cerrada, cuyo perfil recordaba al de una gota de agua.
En la década de 1920, influidos por la naciente industria aeronáutica, distintos ingenieros intentaron incorporar la aerodinámica a la forma de los automóviles, y algunos de estos modelos entraron en producción, como el Rumpler Tropfenwagen (1921) del ingeniero austríaco Edmund Rumpler, un diseño con una revolucionaria cabina en forma de gota de agua (con un Cx de tan solo 0,28), del que llegaron a producirse cerca de 100 unidades. El primer automóvil aerodinámico con las ruedas alojadas dentro de la carrocería, posiblemente fue el Persu, un prototipo con forma de lágrima construido en 1922 por el ingeniero rumano Aurel Persu, que tenía un coeficiente de resistencia aerodinámica de 0,22.
Todos estos diseños aerodinámicos pioneros pretendían mejorar la velocidad máxima y optimizar el consumo de combustible, además de reducir la molesta generación de polvo en las carreteras no asfaltadas. En 1924 se presentó un vehículo de competición de la marca Apollo, con una carrocería aerodinámica diseñada por un ingeniero de la compañía de los dirigibles Zeppelin, Paul Jaray. Tras la Primera Guerra Mundial, las restricciones del Tratado de Versalles le obligaron a abandonar su trabajo con las aeronaves, y decidió aplicar sus conocimientos al desarrollo de carrocerías de automóviles. Presentó una patente en 1921, que sería aprobada en 1926, en la que describía un vehículo "con la parte trasera terminada en punta". La marca alemana Ley construyó en 1922 un diseño según las ideas de Jaray, que pronto serían plasmadas también en distintos prototipos de las marcas alemanas Audi, Dixi y Apollo. Unos años después, el ingeniero alemán Ferdinand Porsche ideó en 1931 un prototipo denominado Porsche Tipo 12 para la empresa Zundapp, cuyas líneas generales recuerdan notablemente a las del futuro Volkswagen Escarabajo. La importancia de minimizar la resistencia al aire de los coches se puso claramente de manifiesto durante el Gran Premio de Alemania de 1932, cuando un técnicamente anticuado Mercedes-Benz SSKL logró imponerse a todos sus rivales gracias a su efectiva aerodinámica.
El trabajo de Jaray no tardó en ver una réplica al otro lado del Atlántico. En enero de 1934, Chrysler presentó en el Salón del Automóvil de Nueva York el Chrysler Airflow, un novedoso modelo aerodinámico fruto del trabajo del equipo liderado por el ingeniero Carl Breer. Asesorado por los Hermanos Wright, Breer construyó su propio túnel de viento para Chrysler a finales de la década de 1920, lo que le permitió desarrollar el modelo Airflow, que con un motor delantero de 4,9 litros y 122 CV era capaz de alcanzar los 150 km/h.
Casi al mismo tiempo, en marzo de 1934, se presentó el Tatra 77, diseñado por el ingeniero checo Hans Ledwinka, basándose en los trabajos en un túnel de viento de Paul Jaray. Considerado por muchos el primer coche realmente aerodinámico fabricado en serie en Europa, el Tatra 77, con un Cx de 0,212 ciertamente notable, presentaba una carrocería de líneas completamente fluidas, con las ruedas traseras totalmente carenadas y las ruedas delanteras protegidas por unos guardabarros envolventes. Su depurada aerodinámica le permitía alcanzar los 150 km/h, impulsado por su motor trasero V8 de tan solo 75 CV de potencia.
La primacía del primer automóvil aerodinámico fabricado en serie es un asunto controvertido, y más todavía el origen de la idea. En cuanto a la fecha de presentación pública, el Chrysler Airflow es dos meses anterior al Tatra 77, pero tal vez la situación fuera distinta si se revisaran las fechas de disponibilidad efectiva en el mercado. Respecto a la génesis de la idea clave que impulsó la fabricación de automóviles aerodinámicos (muy posiblemente, el uso del túnel de viento), debe adjudicarse a Paul Jaray, y muy posiblemente Carl Breer pudo documentarse acerca de sus trabajos una vez que Chrysler decidió desarrollar su propio diseño aerodinámico. Por otro lado, existe otra controversia paralela entre los ingenieros Hans Ledwinka (diseñador del Tatra 77) y Ferdinand Porsche (diseñador del Volkswagen Escarabajo), acerca de la idea original de un vehículo aerodinámico con un motor trasero refrigerado por aire. Antes de la Segunda Guerra Mundial, Tatra había demandado a Volkswagen por apropiarse de su diseño. El asunto se reabrió después de la  guerra, y en 1965 Volkswagen pagó a Tatra 1.000.000 de marcos en un acuerdo extrajudicial.

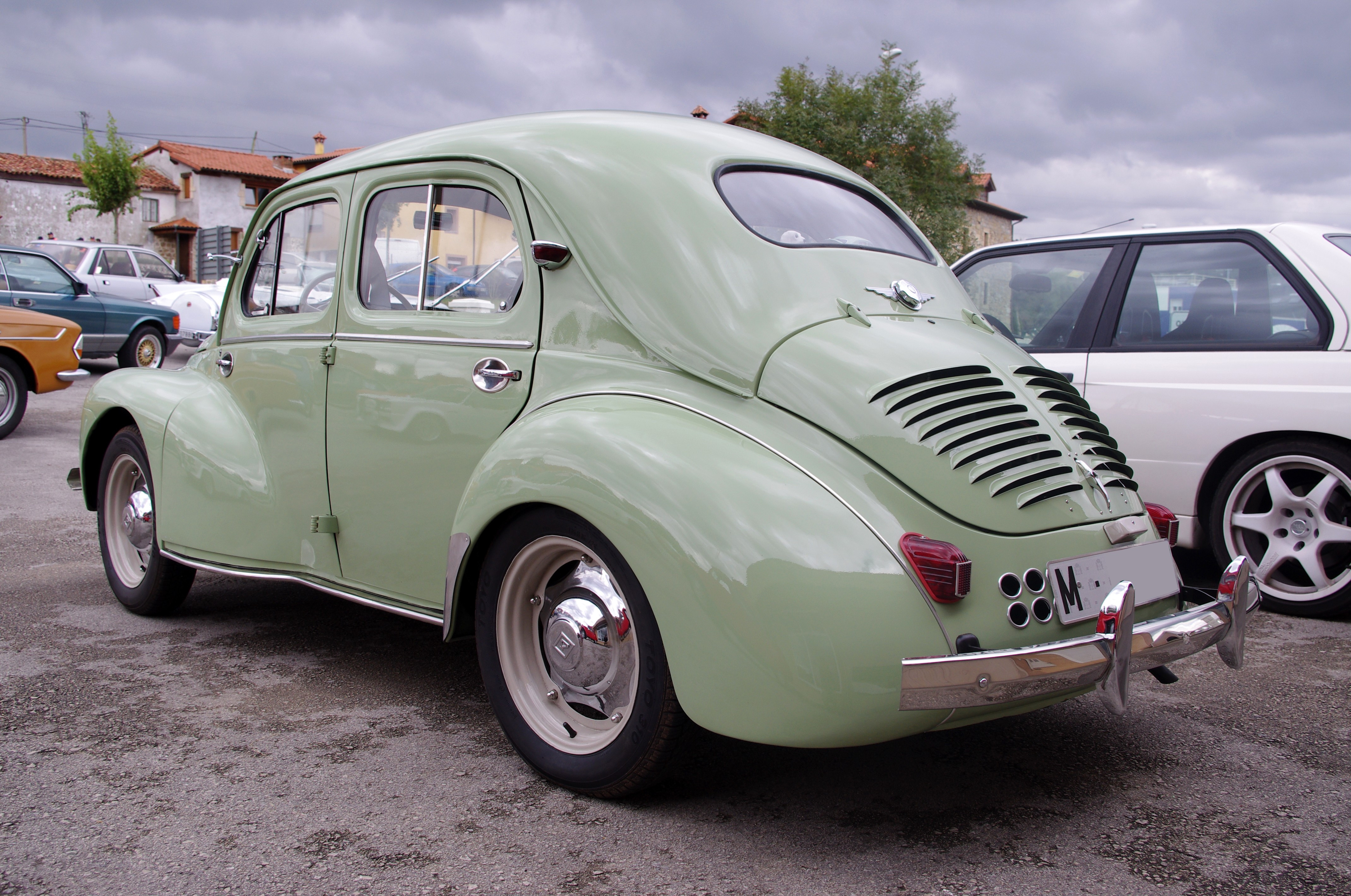
Vista posterior de un Renault 4CV

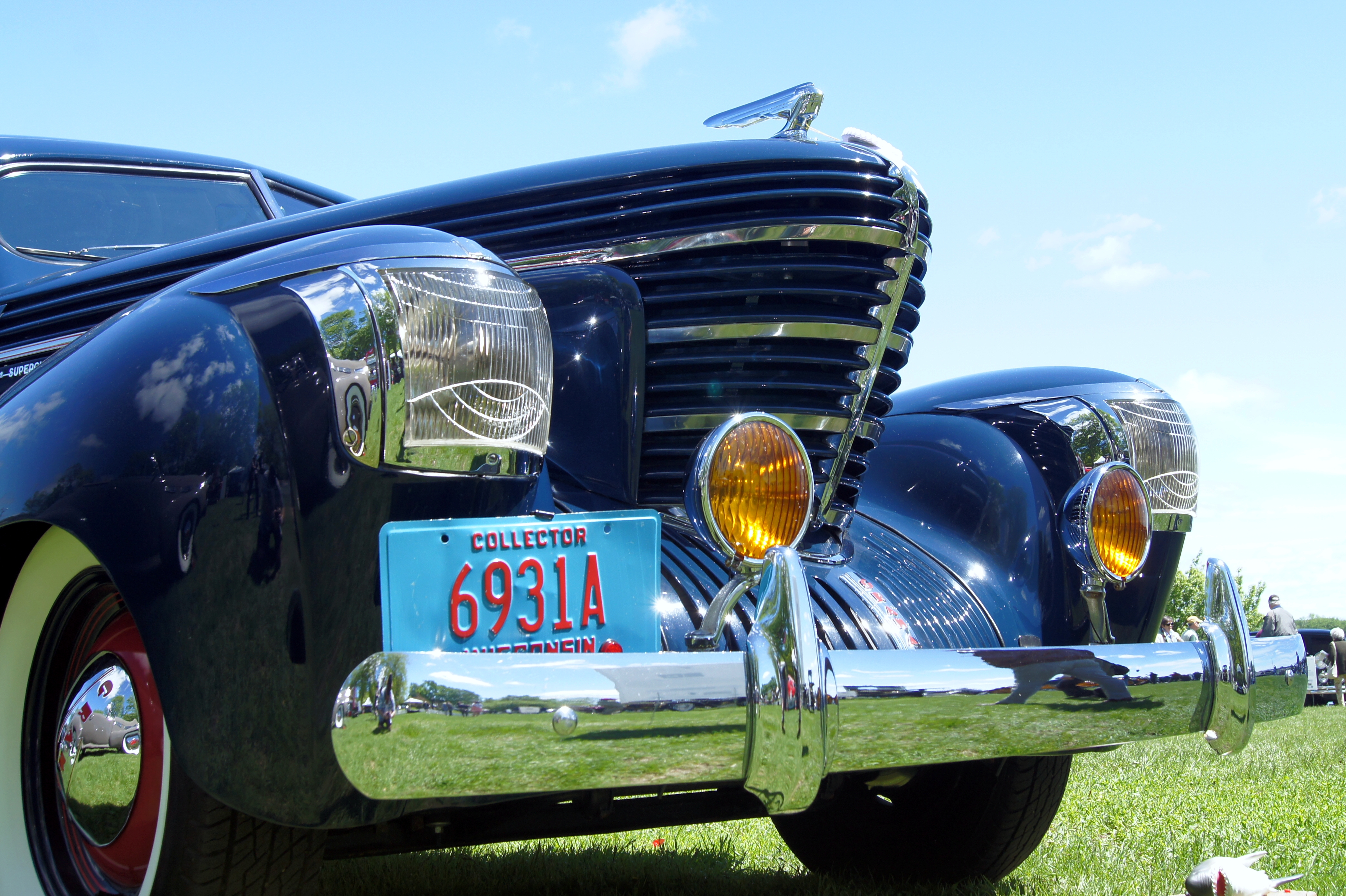
Graham-Paige "Sharknose"

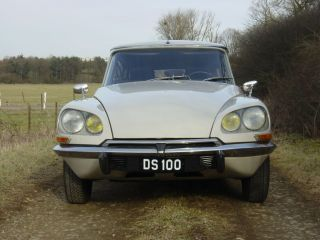
Citroën DS

Citroën CX

Aunque ni Chrysler ni Tatra pudieron consolidar la revolución que prometían sus nuevos modelos, en aquella época numerosos diseñadores ya habían estado investigando la idea de dotar a sus coches con perfiles aerodinámicos (como Ferdinand Porsche, con el Porsche Tipo 12 de 1931). Finalmente, el trabajo de especialistas convencidos de la utilidad de la aerodinámica (entre los que figuran Paul Jaray, Béla Barényi o el propio Carl Breer), acabaría calando especialmente en Europa, donde casi de inmediato aparecieron distintos vehículos aerodinámicos fabricados en serie, como el Singer Airstream (1935), el Peugeot 402 (1935), el Volvo PV 36 (1935), el Fiat 500 (1936) o el Volkswagen Tipo 1 (1938), en cuyos rasgos estilísticos se percibe el influjo tanto del Tatra como del Chrysler. Sin embargo, el Chrysler Airflow fue un fracaso de ventas en los Estados Unidos, donde los primeros modelos de este tipo no tuvieron el éxito esperado, y hasta después de la Segunda Guerra Mundial no se hizo extensivo el uso de los diseños aerodinámicos. En un primer momento, siguiendo la tendencia aerodinámica de moda, se llegaron a producir coches visualmente tan extravagantes como el Graham-Paige "Sharknose" (nariz de tiburón) de 1938, que tampoco cautivaron a sus posibles compradores americanos.
La década de 1950 supuso la progresiva generalización de las carrocerías monocasco, lo que a su vez facilitó que la inmensa mayoría de los automóviles adoptaran el diseño pontón, que implica que las cuatro ruedas de un coche queden embebidas en el perfil de la carrocería. Esta circunstancia hizo que el diseño aerodinámico, asumido implícitamente por todos los fabricantes, dejara de ser un elemento diferenciador que se utilizara para potenciar las ventas de las marcas. A pesar de ello, algunos fabricantes continuaron desarrollando coches aerodinámicos basados en los modelos anteriores a la guerra, caracterizados por su perfil trasero en punta, y casi siempre con faros integrados en la carrocería. Ejemplos notables de esta tipología son el Renault 4CV (1947), el Citroën 2CV (1948) o el Henry J (1950). 
La progresiva mejora en la potencia de los motores, el precio relativamente barato de los carburantes y la limitación de la velocidad máxima en las carreteras hicieron que el diseño aerodinámico quedase en un segundo plano en la década de 1960, cuando se impusieron los utilitarios con carrocería pontón y las berlinas de tres volúmenes y diversos tamaños. Esto no impidió que algunas marcas como Citroën, Saab o Panhard mantuvieran su apuesta por diseños en los que primó la aerodinámica, como el legendario Citroën DS (1955), el Saab 96 (1960) o el Panhard CD (1963). Sería Citroën el constructor que más hincapié realizaría acerca de la eficiencia de sus vehículos, lo que se plasmó en el lanzamiento en 1974 del Citroën CX, cuyo nombre hacía referencia al coeficiente de arrastre aerodinámico. Su aparición coincidió con la crisis petrolífera de 1973 y el consiguiente aumento del precio de los carburantes, que hizo de nuevo atractivo el argumento de la eficiencia de consumo.
Desde entonces, se ha confirmado la tendencia que se inició a partir de la década de 1950, y la eficiencia aerodinámica en los automóviles ha dejado de ser un elemento diferenciador entre las distintas marcas. 

### Algunos ejemplos de automóviles aerodinámicos producidos en serie

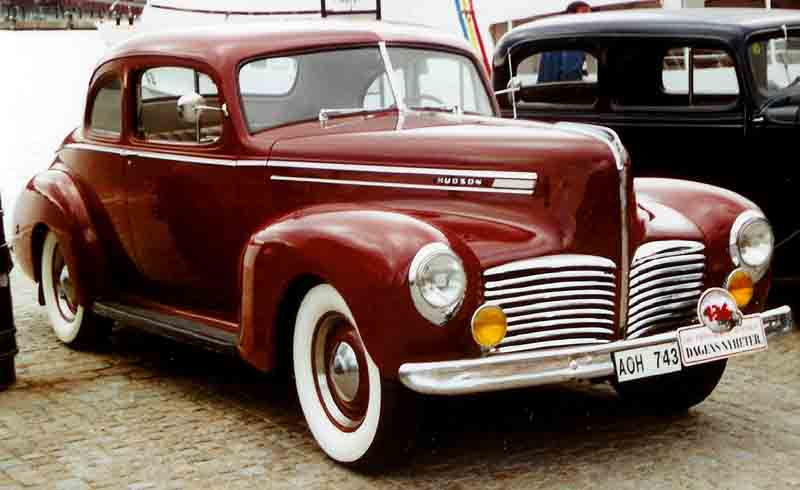
Hudson Commodore

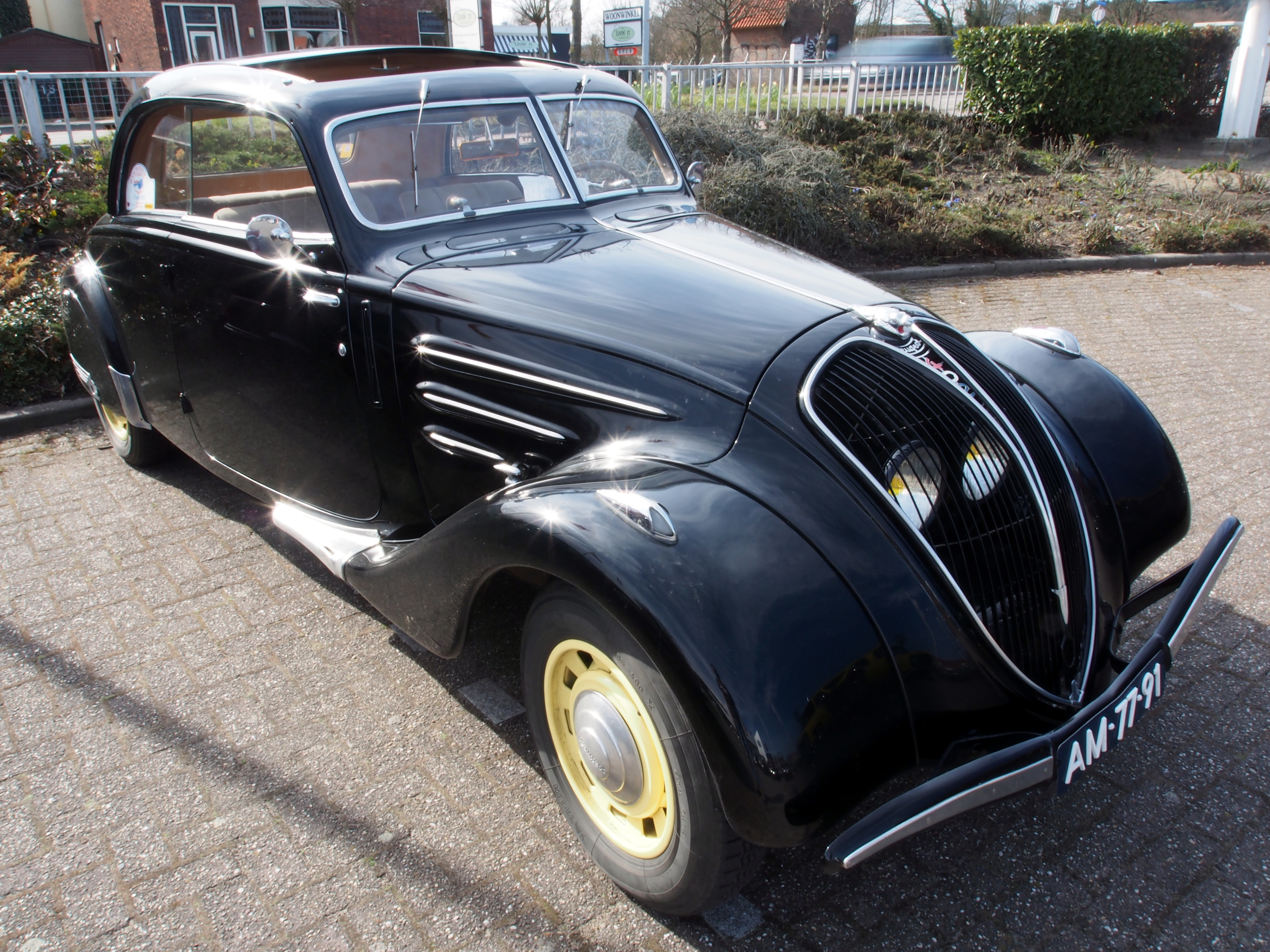
Peugeot 402

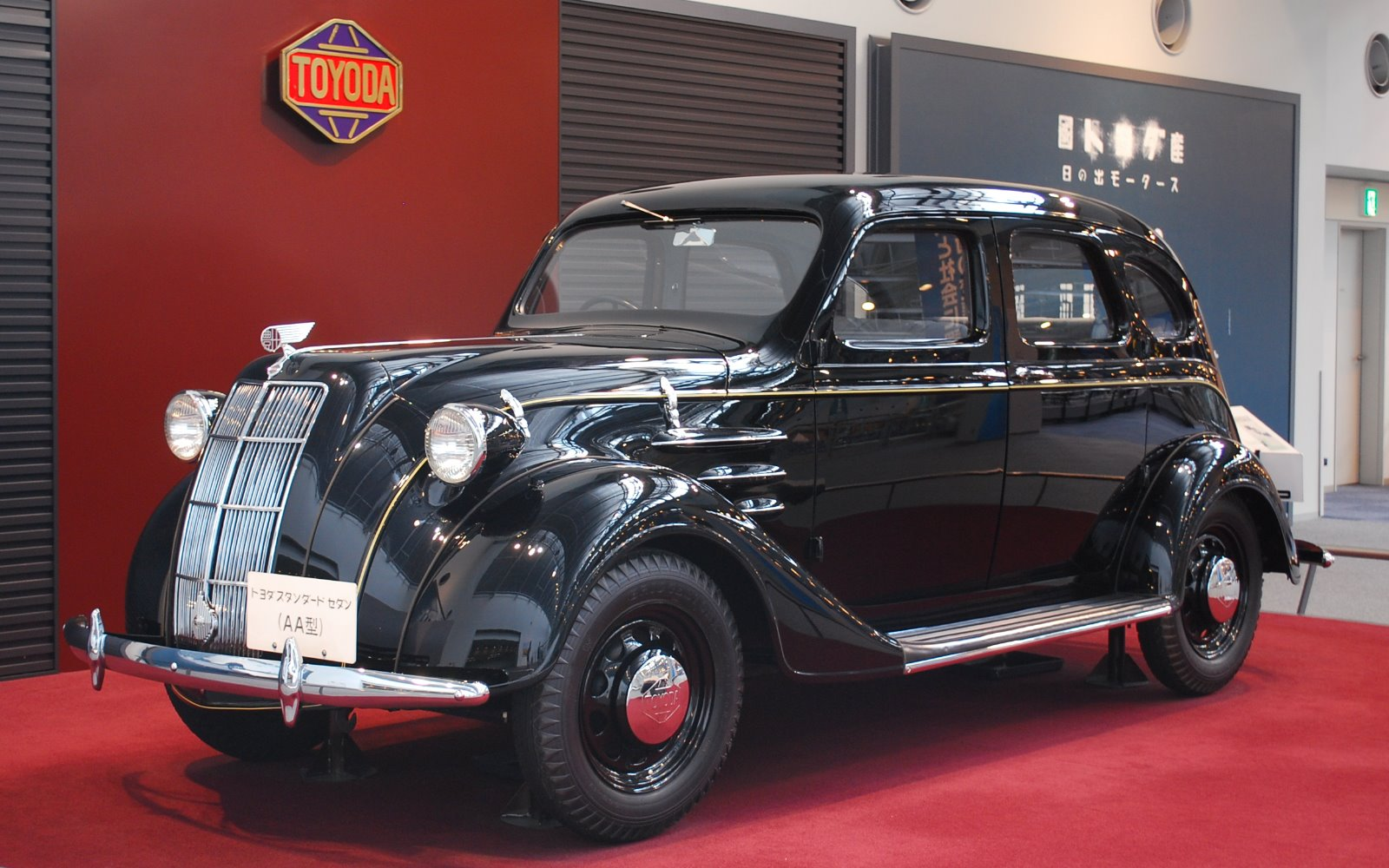
Toyota AA de 1936 inspirado en el Chrysler Airflow

- Chrysler Airflow[36]
- Hudson Commodore[37][38]
- IHC Metro[39]
- Lincoln-Zephyr[40][41]
- Peugeot 402
- Pontiac Streamliner[42]
- Volvo PV 36 Carioca
- Saab 92[43]
- Tatra T77
- Toyota AA
- Volkswagen Tipo 1
- Citroën DS[43]
- Citroën CX

### Carreras de velocidad en tierra

#### Motor eléctrico
- Buckeye Bullet, vehículo de récord de velocidad eléctrico
- White Lightning

#### Combustión interna
- Goldenrod
- JCB Dieselmax

#### Reactor y cohete
- Blue Flame
- Thrust SSC

### Vehículos experimentales
- Dymaxion (1933)
- Schlörwagen (1939)
- Panhard Dynavia (1948)

## Bicicletas

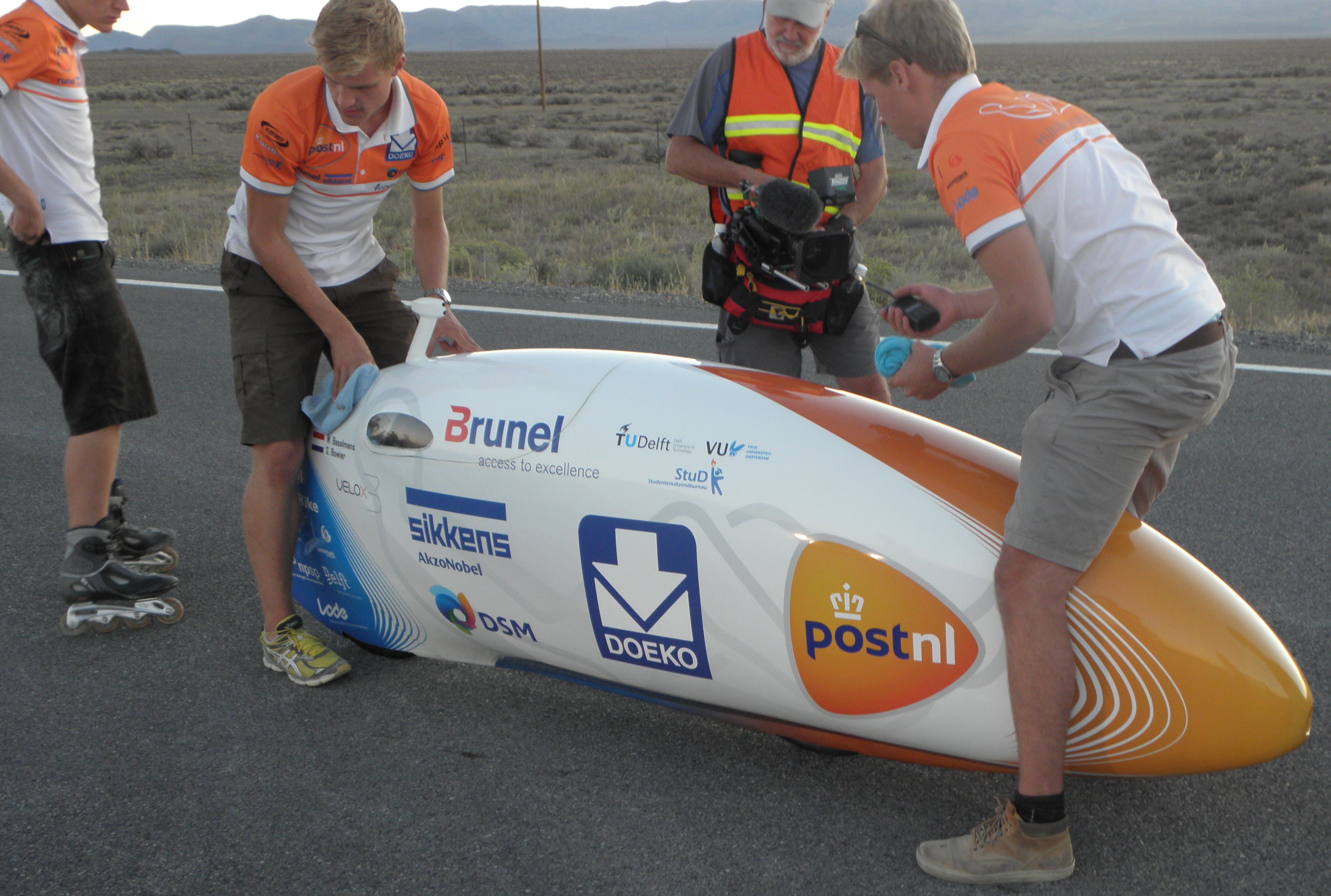
Bicicleta completamente carenada para batir un récord de velocidad

Las bicicletas carenadas, generalmente inclinadas, ayudan a optimizar el vehículo y la posición del conductor. Los velomóviles, bicicletas o triciclos completamente cerrados, llevan la racionalización aún más lejos. Son las bicicletas más aerodinámicas las que han establecido la práctica totalidad de los distintos récords de velocidad ciclistas.

## Autobuses

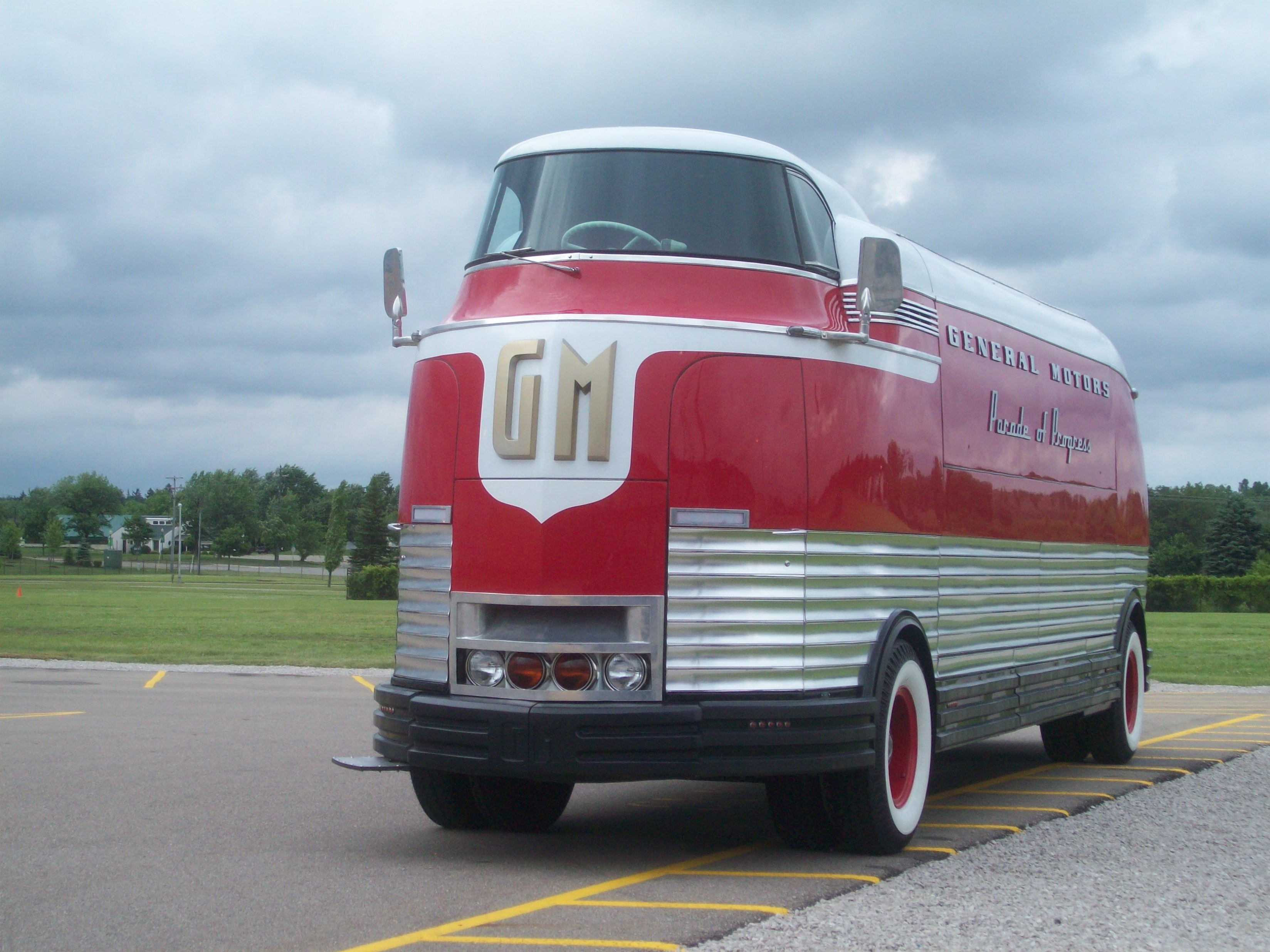
Autobús GM Futurliner #10 (de 1936), propiedad del National Auto & Truck Museum

Muchos autobuses adoptaron un aspecto elegante y aerodinámico en la década de 1930 con pruebas que demostraron que el diseño reducía los costos de combustible.
A partir de 1934, la compañía Greyhound Lines trabajó con la Yellow Coach Manufacturing Company para sus autobuses de la Serie 700, el primero de los prototipos de la Serie 719 en 1934, y desde 1937 como cliente exclusivo del autobús de la Serie 743 fabricado por Yellow, que Greyhound denominó "Super Coach", y de los que compró un total de 1256 unidades entre 1937 y 1939.
General Motors también construyó doce Futurliner de línea aerodinámica a medida para su Parade of Progress de 1936! y, más adelante, para la exposición General de segunda categoría de Nueva York de 1939 y para exhibiciones itinerantes.

## Motocicletas

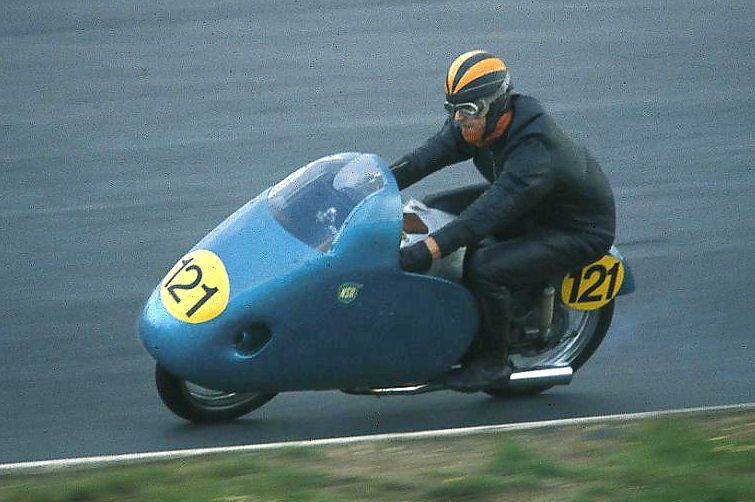
Motocicleta carenada NSU Rennmax Blauwal

### Récord de velocidad en tierra
Entre las motocicletas aerodinámicas que han batido el récord de velocidad se incluyen:
- Ack Attack
- Big Red
- BUB Seven Streamliner
- Gyronaut X-1
- Lightning Bolt
- NSU Delphin I y Delphin III
- Silver Bird

### Eficiencia de consumo
- Vetter Streamliner
- Craig Vetter Fuel Economy Challenge

## Buques

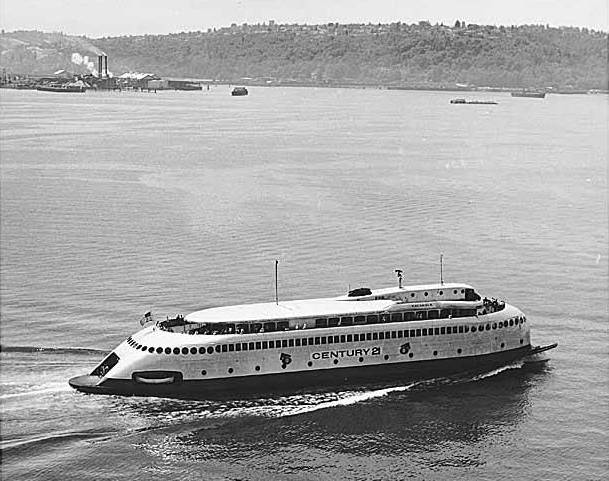
Ferry Kalakala

El diseño aerodinámico se aplicó al ferry de estilo art déco para pasaje y automóviles Kalakala en la década de 1930. Construido en 1926 para dar servicio en la bahía de San Francisco, el Kalakala operó desde 1933 hasta 1967 en el estrecho de Puget, cerca de Tacoma (estado de Washington), y se desguazó a principios de 2015.

## Remolques

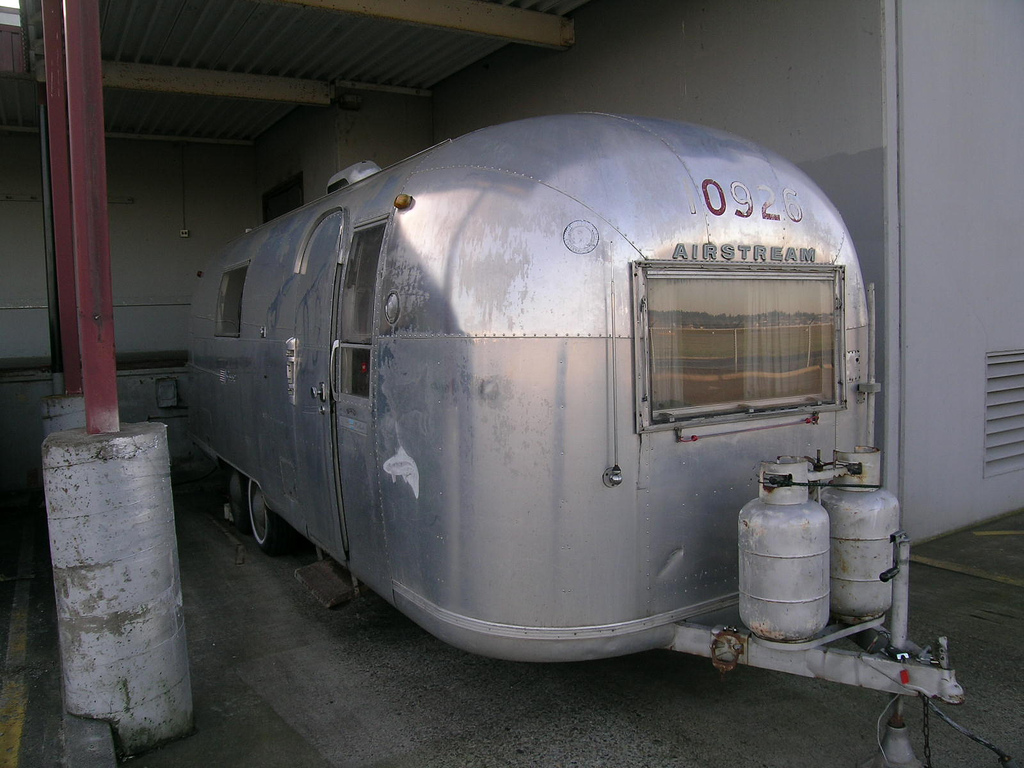
Caravana de perfil aerodinámico Airstream

Los fabricantes de caravanas emplearon perfiles aerodinámicos para hacer que fueran más fáciles de remolcar, algo habitual en marcas como Airstream, Avalon, Avion, Boles Aero, Bonair Oxygen, Curtis Wright, Silver Streak, Spartan, Streamline y Vagabond.

## Coche comedor ferroviarioSterling Streamliner

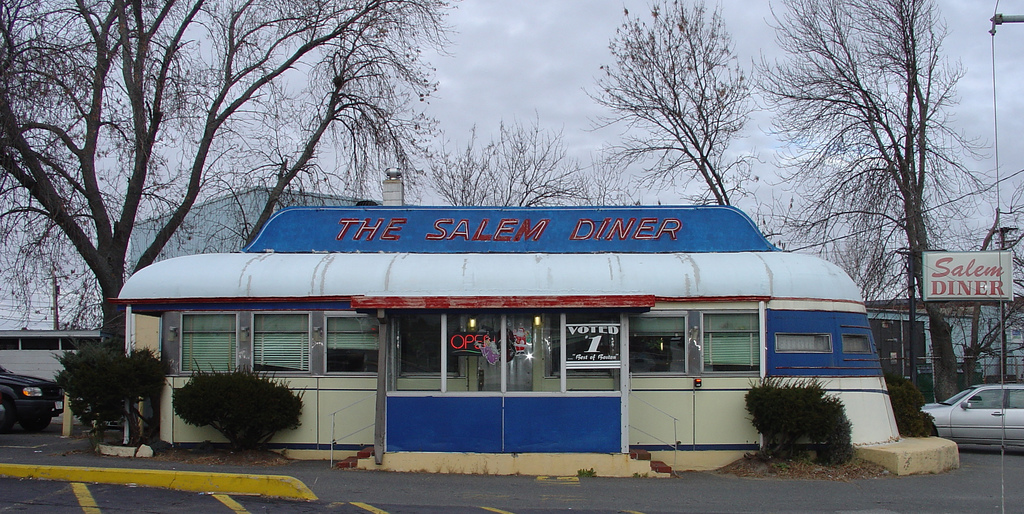
El Salem Diner

Inspirado por los trenes aerodinámicos, y especialmente por el Pioneer Zephyr, Roland Stickney diseñó en 1939 un coche comedor llamado Sterling Streamliner, con la forma de un tren aerodinámico. Construido por J.B. Judkins, una firma que también fabricaba carrocerías personalizadas, la producción del Sterling y de otros coches comedor similares cesó en 1942, con el comienzo de la participación estadounidense en la Segunda Guerra Mundial.
Dos Sterling Streamliners permanecen en funcionamiento: el Salem Diner en su ubicación original en Salem (Massachusetts), y el Modern Diner en Pawtucket. Otro Sterling Streamliner yace abandonado en Hix Bridge Road, en Westport (Massachusetts).